# Список храмов Московской епархии

Статья содержит список храмов Московской епархии Русской православной церкви, упорядоченный по благочиниям.

## Андреевское

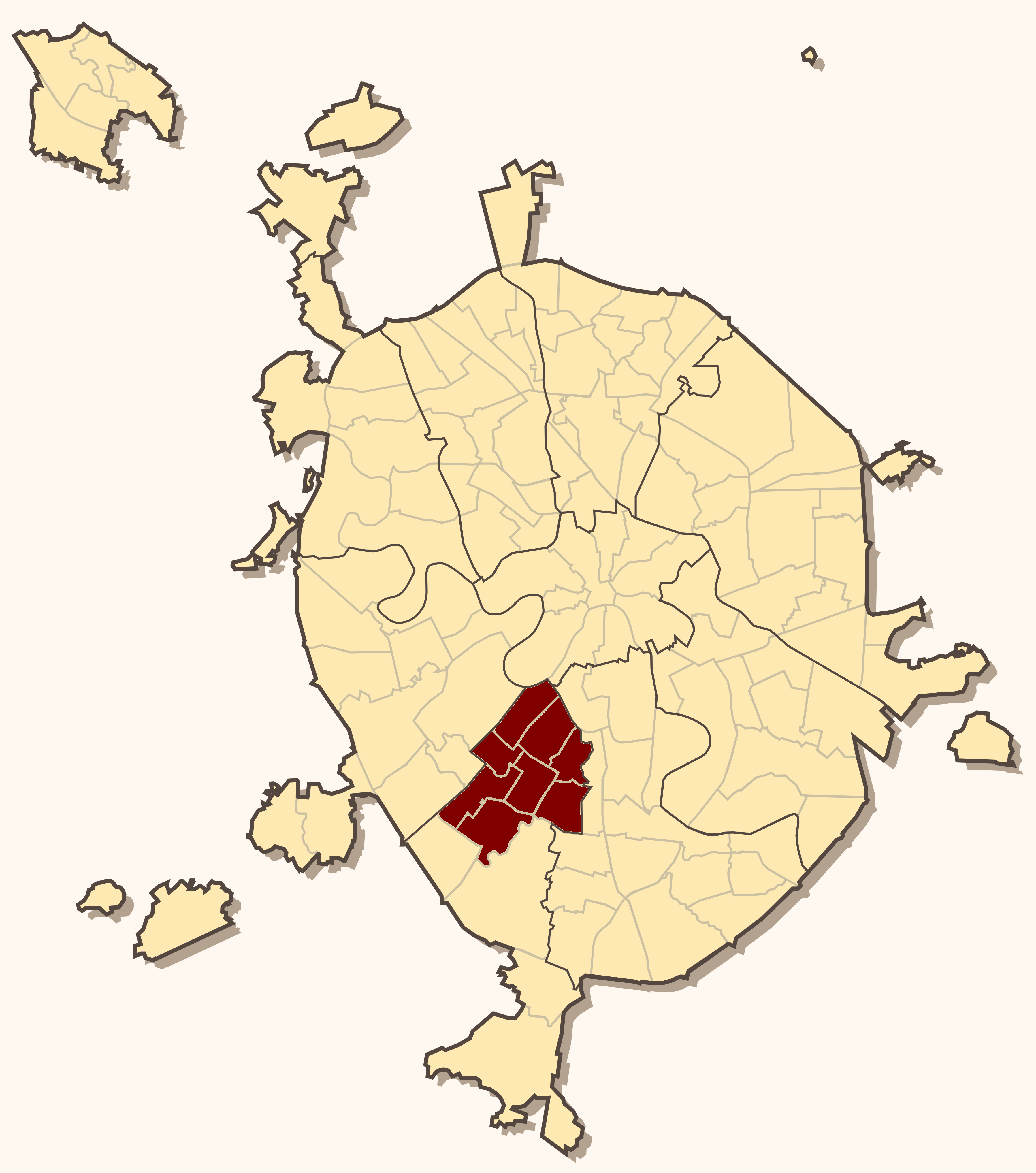
Андреевский благочиннический округ

Андреевское благочиние объединяет храмы районов Гагаринский, Академический, Котловка, Ломоносовский, Черёмушки, Обручевский, Коньково, Зюзино Юго-Западного административного округа Москвы. Благочиние содержит 27 храмов (из них 3 домо́вых) и 1 часовню.
- Храм Живоначальной Троицы в Старых Черёмушках
  - Храм Святителя Луки Войно-Ясенецкого при городской клинической больнице имени В. В. Виноградова ДЗМ
  - Часовня Святого Духа в Старых Черёмушках (приписная)
- Храм преподобной Евфросинии в Котловке
  - Храм иконы Божией Матери Знамение при Институте теоретической и экспериментальной физики РФ (приписной)
  - Храм–часовня Введения во храм Пресвятой Богородицы при Московской финансово-юридической академии (домовый, приписной)
- Храм Бориса и Глеба в Зюзине
- Храм Троицы Живоначальной в Конькове
- Храм Троицы Живоначальной в Воронцове
- Храм Святых мучениц Веры, Надежды, Любови и премудрой матери их Софии при ФНКЦ (приписной к Свято-Данилову мужскому монастырю)
- Храм Преображения Господня в Старом Беляеве (не действующий по состоянию на июль 2021 года)
  - Храм преподобного Иосифа Волоцкого в Старом Беляеве (приписной)
  - Храм Иверской иконы Божией Матери при ФГУ «Российский научный центр рентгенорадиологии» (домовый, приписной)
- Храм Всех Святых в земле Российской просиявших в Черёмушках
  - Храм праведного Иоанна Кронштадтского в Черёмушках (приписной)
- Храм праведных Симеона Богоприимца и Анны Пророчицы в Черёмушках
- Храм священномученика Вениамина, митрополита Петроградского в Зюзине
- Храм иконы Божией Матери «Отрада и Утешение» на Каховке
- Храм священномученика Ермогена, патриарха Московского и всея Руси в Зюзине
- Храма иконы Божией Матери «Умягчение злых сердец» в Конькове
- Храм священномученика Василия, протоиерея Московского в Конькове
- Храм священномученика Илариона, архиепископа Верейского в Черёмушках
- Храм преподобных отцев Киево-Печерских в Старых Черемушках
- Храм Святой равноапостольной Нины в Черёмушках
- Храм равноапостольных князя Владимира и княгини Ольги в Черёмушках
- Храм Покрова Пресвятой Богородицы при Российской детской клинической больнице (домовый, приписной к храму благоверного царевича Димитрия при 1-й Градской больнице)
- Храм мучениц Веры, Надежды, Любови и матери их Софии при Свято-Димитриевском детском доме № 27 (приписной к храму благоверного царевича Димитрия при 1-й Градской больнице)
- Храм-часовня Троицы Живоначальной при хосписе № 1 (приписной к Андреевскому ставропигиальному мужскому монастырю)
- Храм-часовня Архистратига Божия Михаила при Московском университете МВД России

## Богоявленское

Богоявленский благочиннический округ

Богоявленское благочиние образовано в 1996 году, ранее его территория входила в состав Преображенского благочиния. Благочиние охватывает районы Басманный и Красносельский Центрального административного округа Москвы. Благочиние содержит 28 храмов и 5 часовен.
- Храм Александра Невского при бывшей Покровской богадельне
- Храм Алексия человека Божия в Красном селе
- Богоявленский кафедральный собор
  - Храм Василия Блаженного (крестильный, в ограде собора)
  - Храм Никиты Мученика на Старой Басманной (приписной)
  - Храм Равноапостольных Константина и Елены при Государственном университете по землеустройству (приписной)
- Храм Введения во храм Пресвятой Богородицы в Барашах
- Храм Равноапостольного князя Владимира в Старых Садех
- Храм Воздвижения Креста Господня в Красном селе (не возвращён Церкви)
- Храм Вознесения на Гороховом поле
- Храм Воскресения Словущего в Барашах
- Храм архангела Гавриила и Феодора Стратилата в Антиохийском подворье
- Храм Великомученика Георгия Победоносца в Старых Лучниках
- Храм Апостола Иакова Зеведеева в Казённой слободе
- Храм Великомученицы Ирины в Покровском
- Церковь Космы и Дамиана на Маросейке
- Храм Святителей Петра, Алексия, Ионы и Филиппа при бывшем Епархиальном училище
- Церковь Николая Чудотворца в Дербенёвском
- Храм Николая Чудотворца в Клённиках
- Церковь Николая Чудотворца в Подкопаях
- Храм Николая Чудотворца в Покровском
- Храм Апостолов Петра и Павла в Новой Басманной слободе
- Храм Покрова Пресвятой Богородицы в Рубцове
- Храм Покрова Пресвятой Богородицы в Красном селе
  - Храм Троицы Живоначальной при Московском областном педагогическом университете (приписной)
- Храм Трёх Святителей на Кулишках
- Храм Троицы Живоначальной в Хохлах
- Храм Троицы Живоначальной на Грязех у Покровских ворот
- Храм Флора и Лавра у Мясницких ворот (воссоздаваемый)
- Часовня Блаженной Ксении Петербургской при Ленинградском вокзале
- Часовня Блаженной Матроны Московской при Курском вокзале
- Часовня Преподобного Сергия Радонежского при Ярославском вокзале
- Часовня Казанской иконы Божией Матери при Казанском вокзале
- Часовня Великомученика Георгия Победоносца при ГУБОП МВД РФ (приписная к храму храму Софии Премудрости Божией у Пушечного двора)

## Влахернское

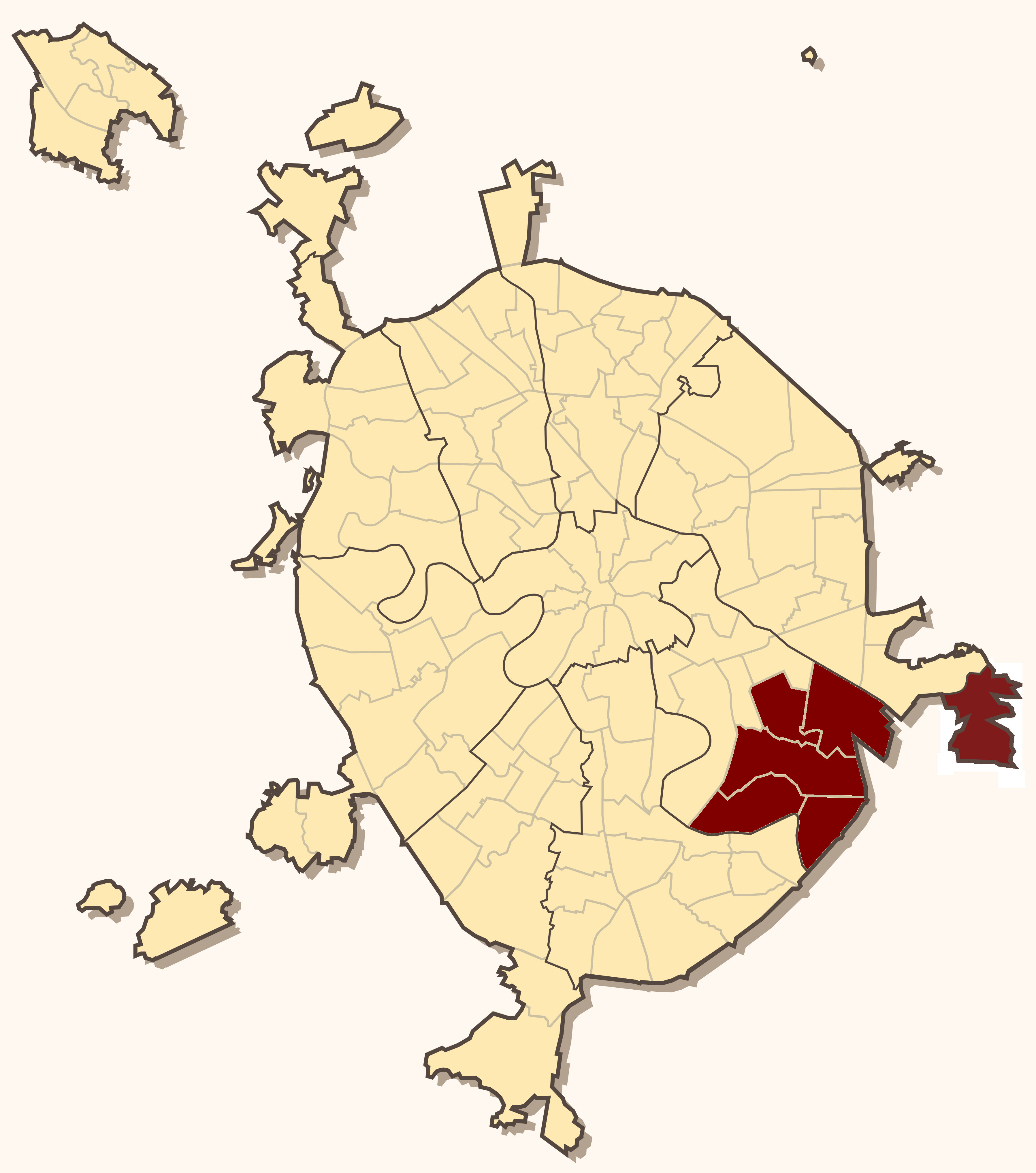
Влахернский благочиннический округ

Влахернское благочиние занимает районы Некрасовка, Выхино-Жулебино, Кузьминки, Люблино, Марьино, Капотня Юго-Восточного административного округа Москвы. Благочиние содержит 25 храмов (из них 3 домовых) и 1 часовню.
- Храм Апостола Андрея Первозванного в Люблине
  - Храм Святого благоверного князя Александра Невского в Люблине (приписной)
  - Храм Новомучеников Российских в Люблине (приписной)
  - Храм Святителя Тихона, патриарха Московского в Люблине (приписной)
- Храм Мученика Андрея Стратилата в Люблине
- Храм Влахернской иконы Божией Матери в Кузьминках
  - Храм святой блаженной Ксении Петербургской на Кузьминском кладбище (приписной)
  - Храм Великомученика Георгия Победоносца в госпитале для ветеранов войн № 2 (домовый, приписной)
- Храм иконы Божией Матери Воспитание в Некрасовке
  - Храм иконы Божией Матери «Всех скорбящих Радосте» в Некрасовке (приписной)
  - Храм преподобного Сергия Радонежского в Некрасовке на территории ОАО «Конструкторско-технологического бюро бетона и железобетона» (домовый, приписной)
- Храм Покрова Пресвятой Богородицы на Люберецких полях
- Храм иконы Божией Матери «Утоли моя печали» в Марьине
  - Храм иконы Божией Матери «Целительница» при социальном жилом доме «Марьино» (домовый, приписной)
  - Часовня Георгия Победоносца в Марьине (приписная)
- Храм святого праведного Иоанна Кронштадтского в Жулебине
  - Храм Сретения Господня в Жулебине (приписной)
- Храм Мучеников Анатолия и Протолеона в Марьине
- Храм благоверных князей Петра и Февронии Муромских в Марьине
- Храм Рождества Пресвятой Богородицы в Капотне
  - Храм благоверного князя Александра Невского в Люблине (приписной)
- Храм равноапостольного князя Владимира при Московском казачьем кадетском корпусе
- Храм святого праведного Симеона Верхотурского в Марьине
- Храм святой мученицы Татианы в Люблине
- Храм Воскресения Словущего в Марьинском парке
  - Храм святителя Луки Войно-Ясенецкого в Марьинском парке (приписной)
- Храм святых Жен-мироносиц в Марьине
- Храм преподобного Саввы Освящённого в Люблине

## Воскресенское

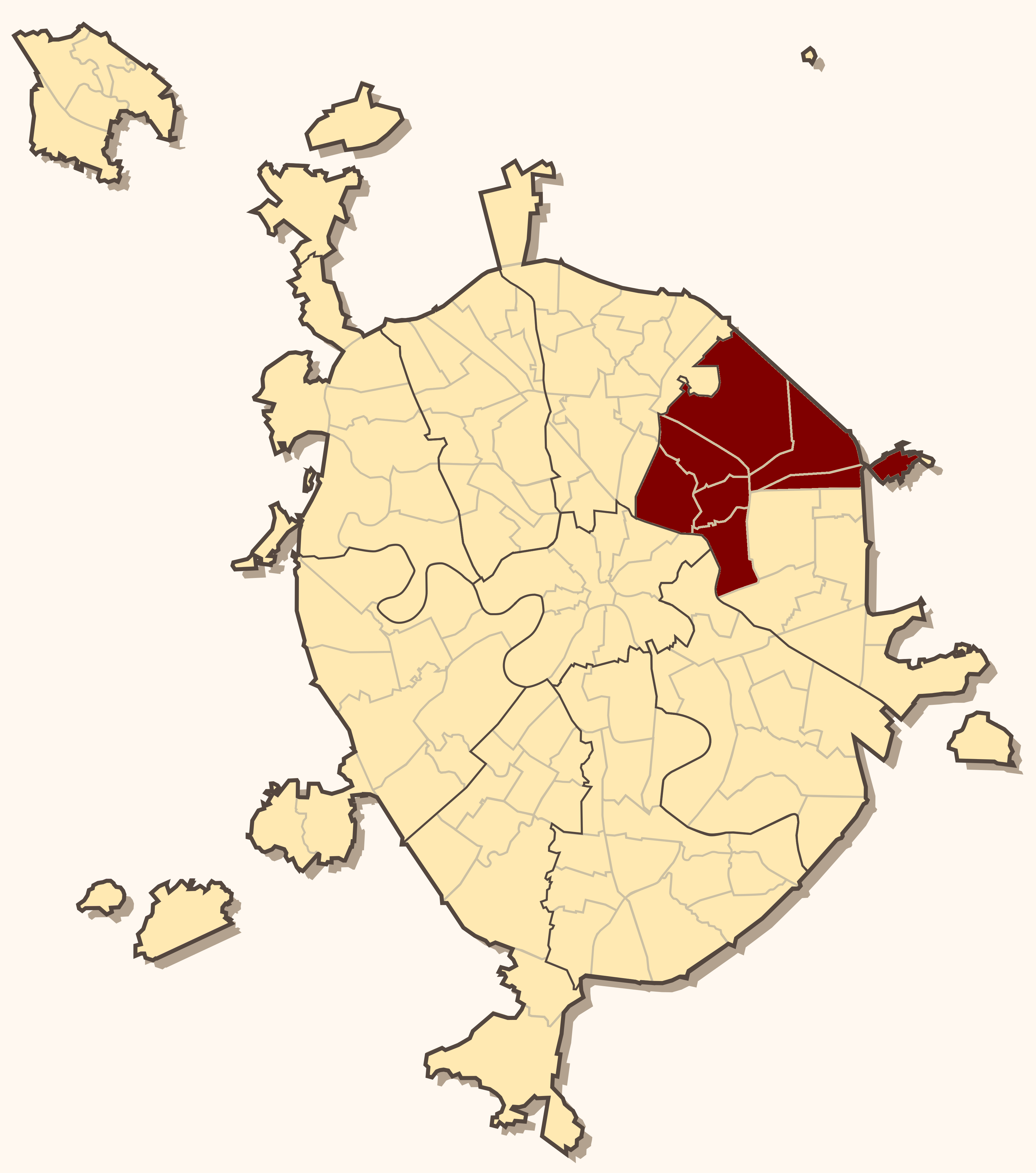
Воскресенский благочиннический округ

Воскресенское благочиние охватывает районы Сокольники, Богородское, Метрогородок, Преображенское, Соколиная гора, Гольяново, Восточный, Северное Измайлово Восточного административного округа Москвы. Благочиние содержит 24 храма (из них 3 домовых) и 2 часовни.
- Храм преподобного Александра Свирского в Соколиной Горе
- Храм апостола Андрея Первозванного в Метрогородке
- Храм Благовещения Пресвятой Богородицы при штабе ВДВ
  - Храм Илии пророка при штабе ВДВ (приписной)
- Храм Воскресения Христова в Сокольниках
  - Храм Рождества Христова в Сокольниках (крестильный, приписной)
- Храм Воскресения Христова на Семёновской
  - Храм великомученика и целителя Пантелеимона при инфекционной больнице № 2 (приписной)
- Храм великомученика Димитрия Солунского в посёлке Восточном
- Храм великомученика Димитрия Солунского на Благуше
- Храм священномученика Ермогена, Патриарха Московского в Гольянове
- Храм преподобных Зосимы и Савватия Соловецких в Гольянове
- Храм Илии Пророка в Черкизове
  - Храм Сретения Господня в Черкизове (приписной)
  - Храм Святителя Луки Войно-Ясенецкого при городской клинической больнице № 54 (приписной, домовый)
  - Храм–часовня великомученика Георгия Победоносца при воинской части 7456 Московского округа внутренних войск МВД России (приписная)
- Храм Святителя Николая Чудотворца на Преображенском кладбище
- Храм Святителя Николая Чудотворца при центре борьбы с туберкулёзом (домовый)
- Храм Преображения Господня в Богородском
  - Часовня–усыпальница протоиерея Алексия Колычева на Богородском кладбище (приписная)
- Храм Преображения Господня на Преображенской площади
- Храм Рождества Иоанна Предтечи в Сокольниках
  - Часовня святителя Николая Чудотворца на территории Московского городского суда (приписная)
- Храм Преподобного Сергия Радонежского в Гольянове
- Храм Преподобного Саввы Сторожевского
- Храм Троицы Живоначальной при Детской городской клинической больнице Святого Владимира (домовый, приписной к храму Всех Святых в Красном селе)

## Всехсвятское

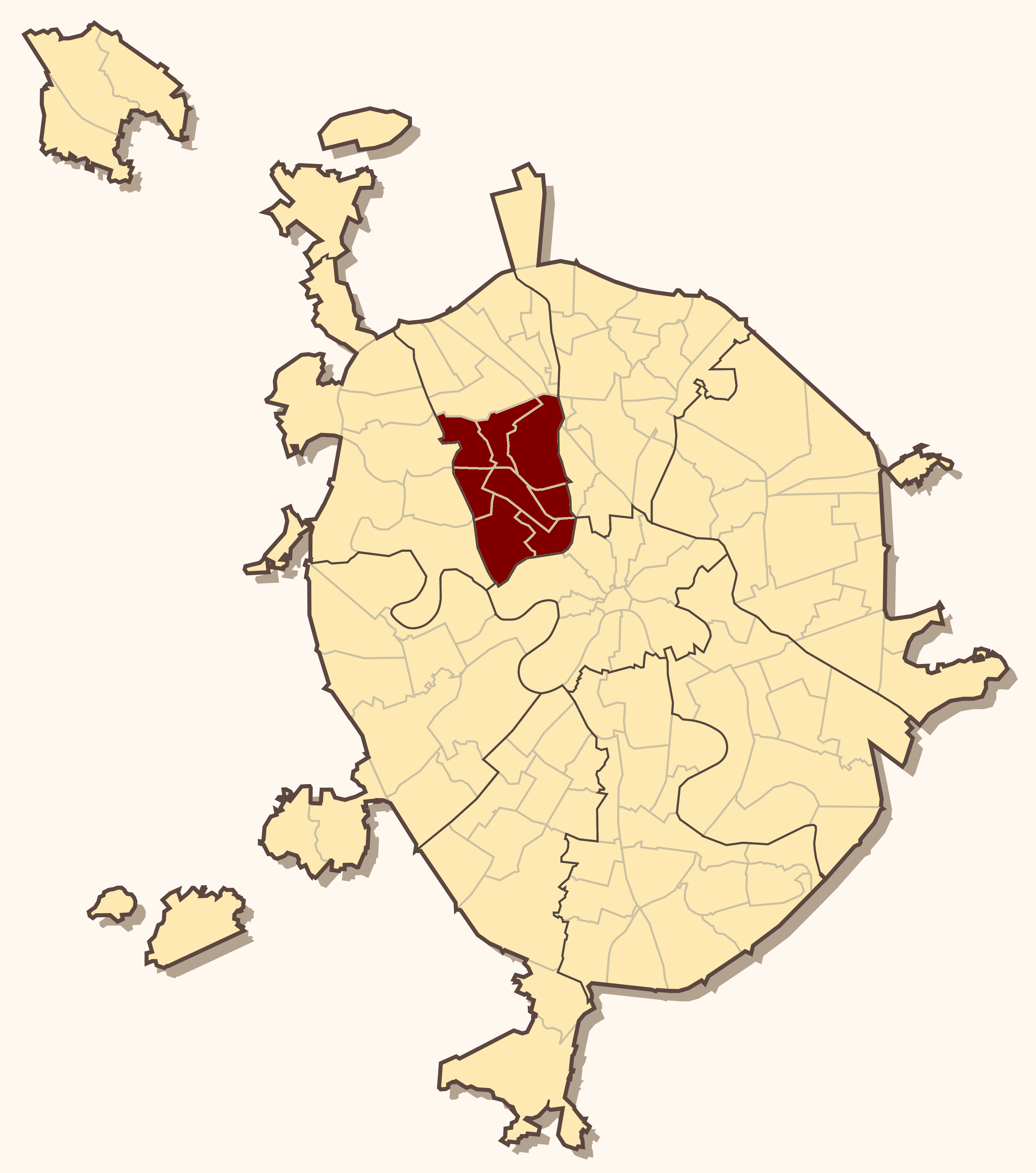
Всехсвятский благочиннический округ

Всехсвятское благочиние охватывает районы Войковский, Коптево, Тимирязевский, Сокол, Аэропорт, Савёловский, Хорошевский, Беговой Северного административного округа Москвы. Благочиние содержит 23 храма (из них 5 домовых) и 1 часовню.
Своё название благочиние получило от бывшего села Всехсвятского, находившегося на месте современных районов Аэропорт и Сокол.
Благочинный округа — протоиерей Сергий Дикий, настоятель настоятель храма великомученика Георгия Победоносца в Коптево.
- Храм великомученика Георгия Победоносца в Коптеве
  - Храм святых мучеников 14000 младенцев, от Ирода избиенных (крестильный, приписной)
  - Храм мученицы Зои при Центральном институте травматологии и ортопедии им. Н.Н. Приорова (домовой, приписной)
- Храм Всех Святых во Всехсвятском (на Соколе)
  - Храм Богоявления Господня во Всехсвятском (крестильный, приписной)
  - Часовня Спаса Преображения на Братском воинском кладбище (приписная)
- Храм иконы Божией Матери «Отрада и утешение» на Ходынском поле
  - Храм святых бессеребренников Космы и Дамиана при Московской клинической больнице им. С.П. Боткина (приписной)
- Храм Троицы Живоначальной при бывшей Черкасской богадельне
- Храм Святителя Николая у Соломенной сторожки
  - Храм–часовня святого благоверного князя Димитрия Донского при Первом Московском Кадетском корпусе
- Храм святитиля Митрофана Воронежского на Хуторской
  - Храм Благовещения Пресвятой Богородицы в Петровском парке (приписной)
  - Храм священномученика Иоанна Артоболевского при РГАУ им. К.А. Тимирязева (домовой, приписной)
  - Храм священномученика Владимира Медведюка и всех новомучеников и исповедников Российских в Петровском парке (приписной)
  - Храм мученика Вонифатия при Московской областной клинической психиатрической больнице (приписной)
  - Храм-часовня преподобномученицы великой княгини Елисаветы Феодоровны (крестильный, домовый, приписной)
  - Храм–часовня священномученика Владимира Амбарцумова при ТСЖ «Соломенная сторожка» (приписной)
- Храм святых Царственных страстотерпцев
- Храм иконы Божией Матери «Всецарица» при клинике МНИОИ им. П.А. Герцена (домовый, приписной к Новоспасскому монастырю)
- Храм–часовня Архангела Гавриила на Ходынском поле
- Храм благоверного князя Александра Невского при Академии Управления МВД России (приписной к Синодальному отделу)
- Храм преподобного Серафима Саровского при Свято-Димитриевском детском доме (домовый)
- Храм Святого Алексия Московского в Лихоборах

## Георгиевское

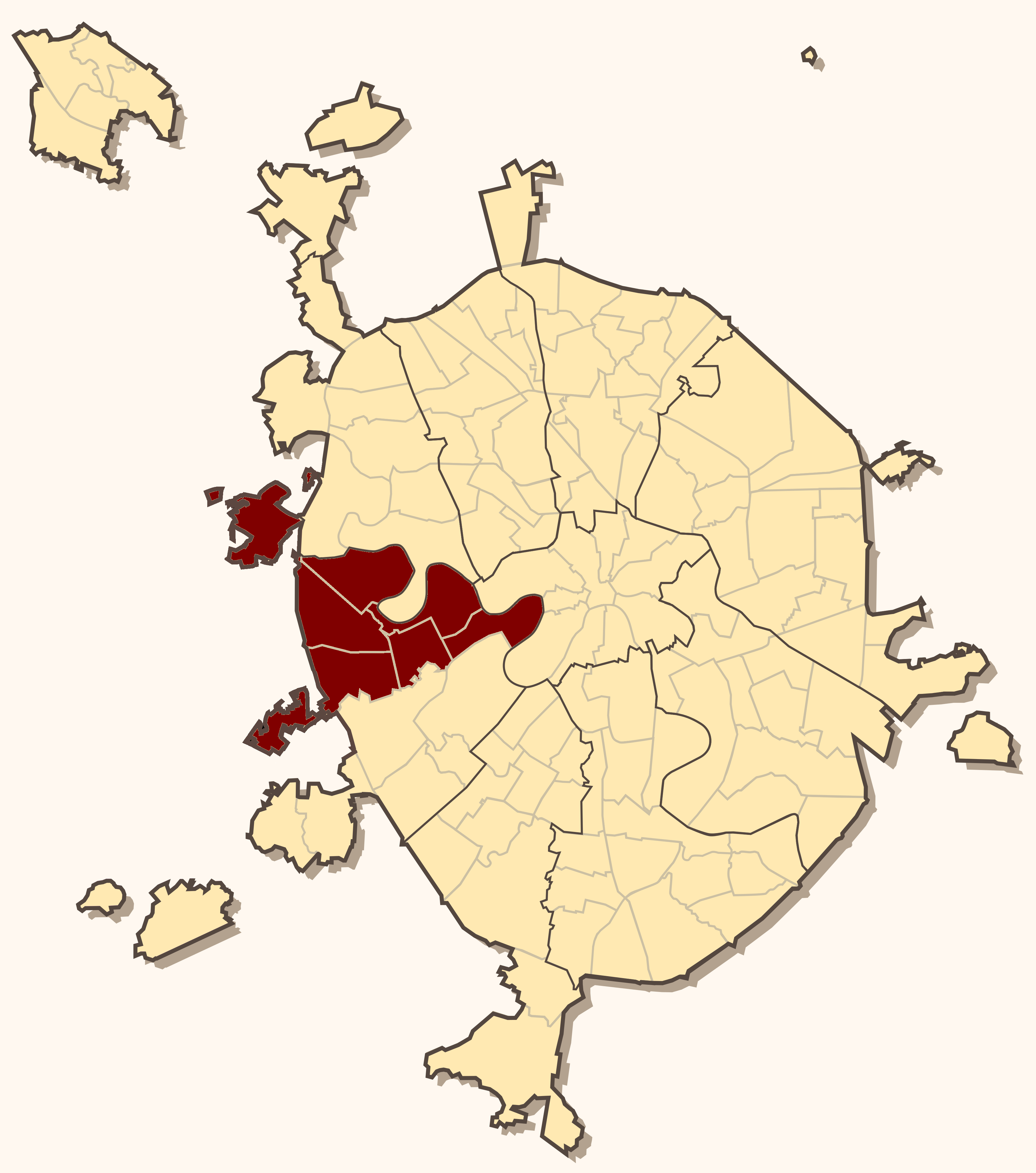
Георгиевский благочиннический округ

Георгиевское благочиние включает храмы районов Кунцево, Крылатское, Филёвский парк, Дорогомилово, Фили-Давыдково, Можайский Западного административного округа Москвы. Благочиние содержит 28 храмов (из них 4 домовых) и 1 часовню.
- Храм преподобного Алексия, человека Божия в Крылатском
  - Храм архангела Михаила в Екатериновке (приписной)
  - Храм преподобномученицы Елисаветы в Российском Кардиологическом Научно-производственном Комплексе (домовый, приписной)
  - Храм равноапостольного князя Владимира при в/ч 83466 (крестильный, приписной)
- Храм Всех Святых на Филёвской Пойме
  - Храм преподобного Серафима Саровского в Филёвской пойме (приписной)
- Храм великомученика Георгия Победоносца на Поклонной горе
  - Храм-часовня архангела Михаила при Кутузовской избе (приписной)
- Храм иконы Божией Матери «Знамение» в Кунцеве
  - Храм святителя Макария митрополита Московского в Кунцеве (крестильный, приписной)
- Храм иконы Божией Матери «Неувядаемый Цвет» в Рублёве
  - Храм преподобномученицы Елисаветы на Рублёвском кладбище (приписной)
- Храм Праведного Иоанна Русского в Кунцеве
- Храм святителя Иова, Патриарха Московского в Можайском
  - Храм Святителей Московских (приписной)
- Храм Покрова Пресвятой Богородицы в Филях
- Храм Рождества Пресвятой Богородицы в Крылатском
- Храм Преподобного Серафима Саровского в Кунцеве
- Храм Смоленской иконы Божией Матери в Филях-Давыдкове
  - Храм великомученика Георгия Победоносца при ЦРЦ МЧС РФ (приписной)
- Храм Спаса Нерукотворного Образа на Сетуни
- Храм святителя Спиридона Тримифунтского в Филёвском парке
- Храм преподобного Сергия Радонежского при ФГУ ЦКБ (приписной к Троице-Сергиевой Лавре)
- Храм святителя Луки Симферопольского и Крымского при Научном Центре сердечно-сосудистой хирургии им. А. Н. Бакулева (домовый, приписной к храму благоверного царевича Димитрия при 1-й  Градской больнице)
- Храм священномученика Ермогена, Патриарха Московского и всея Руси в Крылатском
- Храм Почаевской иконы Божией Матери при Киевском вокзале (домовый)
- Храм Казанской иконы Божией Матери в Детском доме-интернате № 15 (домовый, приписной к храму благоверного царевича Димитрия при 1-й  Градской больнице)
- Храм преподобной Евфросинии Полоцкой в Кунцево
- Часовня Воскресения Христова при ФГУ ЦКБ (приписная к Троице-Сергиевой Лавре)

## Даниловское

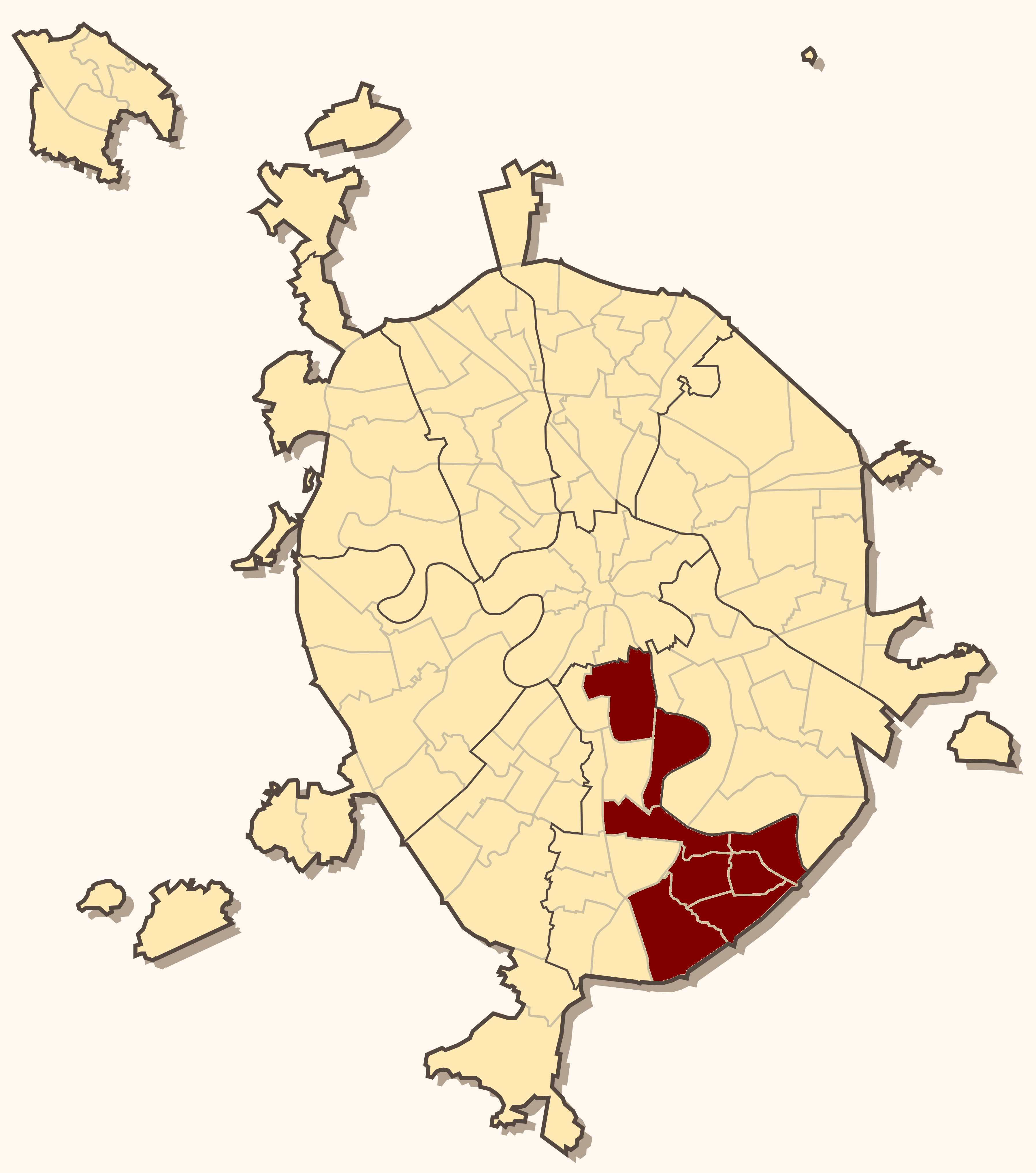
Даниловский благочиннический округ

Даниловское благочиние объединяет храмы районов Даниловский, Нагатинский Затон, Москворечье-Сабурово, Братеево, Зябликово, Орехово-Борисово Северное, Орехово-Борисово Южное, Бирюлёво Восточное Южного административного округа Москвы. Благочиние содержит 31 храм (из них 4 домовых) и 1 часовню.
Благочинный округа — протоиерей Олег Воробьёв, настоятель храма Храм Троицы Живоначальной в Орехове-Борисове.
По благословению Святейшего Патриарха приходские храмы Даниловского благочиния также предписано окормлять высокопреосвященному Арсению архиепископу Истринскому, викарию Московской епархии.
- Храм Вознесения Господня в Коломенском
  - Храм-звонница великомученика Георгия Победоносца (приписной).
- Храм Казанской иконы Божией Матери в Коломенском
  - Храм Великомученика Пантелеимона при РОНЦ им. Н. Н. Блохина Минздрава России (домовой, приписной)
- Храм Воскресения Словущего в Даниловской слободе
- Храм Входа Господня в Иерусалим в Бирюлево
- Храм иконы Божией Матери "Целительница" при Научном центре психического здоровья (домовый)
- Храм иконы Божией Матери «Спорительница хлебов» в Загорье
- Храм Покрова Пресвятой Богородицы в Орехово-Борисове
- Храм Похвалы Пресвятой Богородицы в Зябликове
- Храм Тихвинской иконы Божией Матери бывшего Симонова монастыря
- Храм Троицы Живоначальной в Орехово-Борисове
- Храм Пророка Даниила на Кантемировской
- Храм иконы Божией Матери «Живоносный Источник» в Царицыне
  - Храм Первомученика Стефана при ЦСО «Царицынский» (приписной)
  - Храм Успения Пресвятой Богородицы на Котляковском кладбище (приписной)
  - Храм иконы Божией Матери «Феодоровская» при ЦДКБ ФМБА РФ (домовой, приписной)
  - Часовня Великомученика Пантелеимона при ГКБ им. В.М. Буянова (домовая, приписная)
- Храм иконы Божией Матери «Троеручица» в Орехово-Борисове
- Храм святителя Николая Чудотворца в Сабурове
- Храм Архангела Михаила и Преподобной Марии Египетской в Братеево
- Храм Рождества Пресвятой Богородицы в Старом Симонове
  - Храм Святого Александра Невского в Кожухове (приписной)
- Храм священномучеников Власия и Харалампия в Братеево
- Храм святителя Спиридона Тримифунтского в Нагатинском Затоне
- Храм Троицы Живоначальной в Борисово
- Храм Троицы Живоначальной в Кожевниках
- Храм Усекновения Главы Иоанна Предтечи в Братееве
- Храм Усекновения Главы Иоанна Предтечи в Дьякове
  - Храм святого страстотерпца благоверного царевича Алексия при ПКБ № 15 (домовой, приписной)
- Храм Святой Ксении Петербургской в Даниловском
- Храм иконы Божией Матери «Достойно Есть» в Восточном Бирюлеве

## Донское

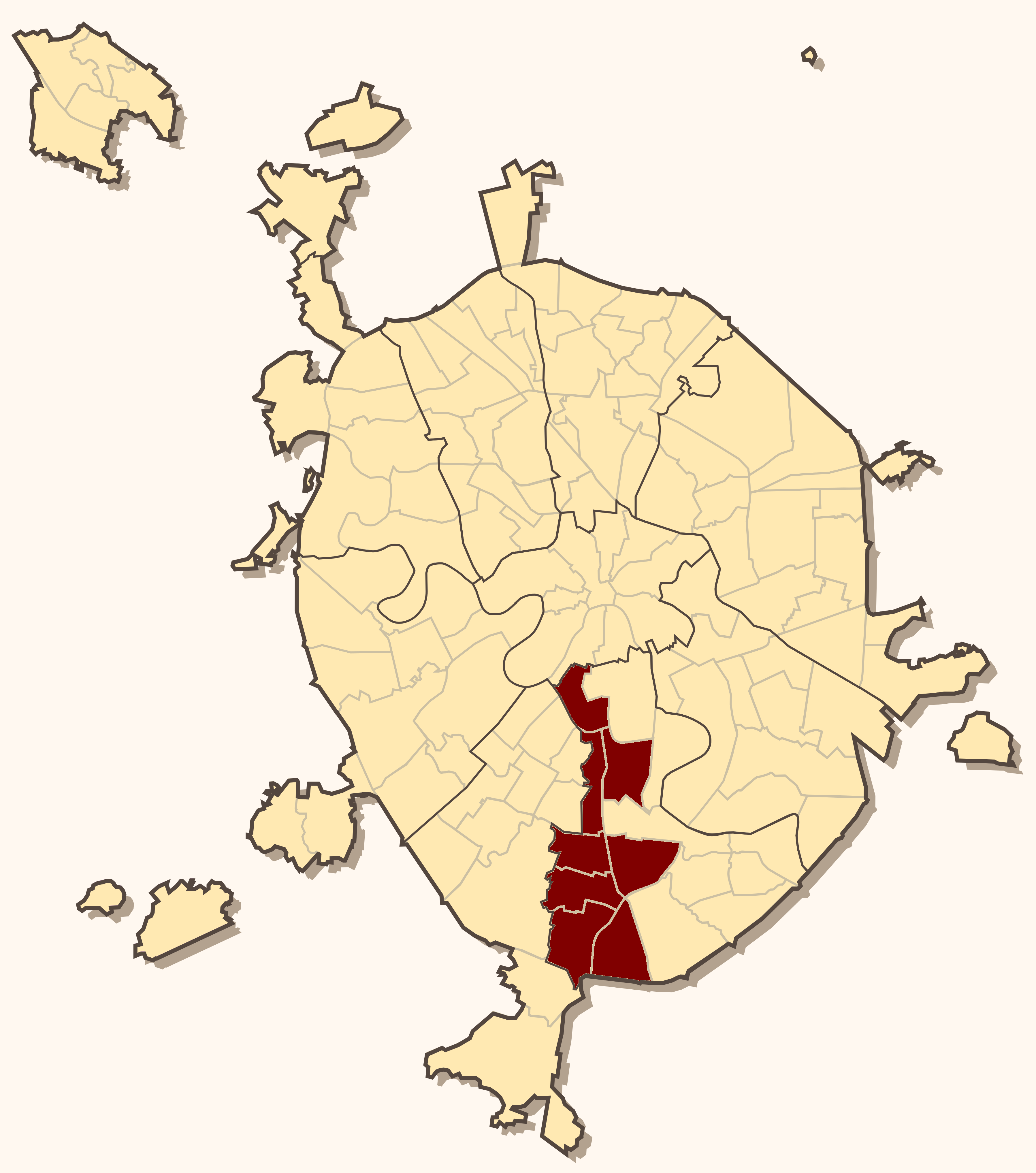
Донской благочиннический округ

Донское благочиние объединяет храмы районов Донской, Нагорный, Нагатино-Садовники, Чертаново Северное, Чертаново Центральное, Чертаново Южное, Бирюлево Западное, Царицыно Южного административного округа Москвы. Благочиние содержит 31 храм (из них 5 домовый) и 1 часовня.
- Храм Преподобного Алексия, человека Божия, в Садовниках
- Храм Тихвинской иконы Божией Матери при Центральной клинической больнице святителя Алексия, митрополита Московского
- Храм Святителя Алексия, митрополита Московского при ЦКБ святителя Алексия, митрополита Московского
- Храм иконы Божией Матери «Державная» в Чертанове (нижний храм — святых царственных страстотерпцев)
- Храм Преподобного Иоанна Рыльского при психиатрической больнице имени Н. А. Алексеева (домовый)
- Храм Покрова Пресвятой Богородицы на Городне
  - Храм Святителя Спиридона Тримифунского на Городне (крестильный)
  - Часовня Всех святых на Городне (приписная)
- Храм Благоверного князя Димитрия Донского в Садовниках
- Храм Святителя Киприана Московского в Чертанове
- Храм Преподобного Сергия Радонежского в Чертанове
- Храм царя-страстотерпца Николая II в Аннино
- Храм иконы Божией Матери «Всех скорбящих Радосте» при психиатрической больнице имени Н. А. Алексеева (домовый)
- Храм Сошествия Святого Духа на Даниловском кладбище
- Храм Святителя Николая Мирликийского в Бирюлёве
- Храм Ризоположения на Донской
- Храм Живоначальной Троицы в Чертанове
  - Храм Мученика Трифона при психоневрологическом интернате № 30 в Чертанове (домовый, приписной)
- Храм Мучениц Веры, Надежды, Любови и матери их Софии в Чертанове
- Храм Благовещения Пресвятой Богородицы в Царицыно
- Храм Архистратига Божия Михаила в Царицыно
- Храм Сретения Господня в Бирюлёво
  - Храм Святителя Николая Чудотворца в Православном центре образования святителя Николая Чудотворца (домовый, приписной)
- Храм иконы Божией Матери «Неупиваемая  Чаша» при Наркологической Клинической Больнице № 17 (домовый)
- Храм Праведного Феодора Ушакова в Нагорном
- Храм Введения во храм Пресвятой Богородицы в Нагатино-Садовниках
- Храм Преображения Господня в Нагатино-Садовниках
- Храм Почаевской иконы Божией Матери в Чертанове
- Храм иконы Божией Матери «Нечаянная Радость» в Чертанове
- Храм Святителя Митрофана Воронежского в Москворечье
- Храм Пророка Иоанна на Ивановой Горе
- Храм Преподобного Серафима Саровского на Покровском кладбище

## Зеленоградское

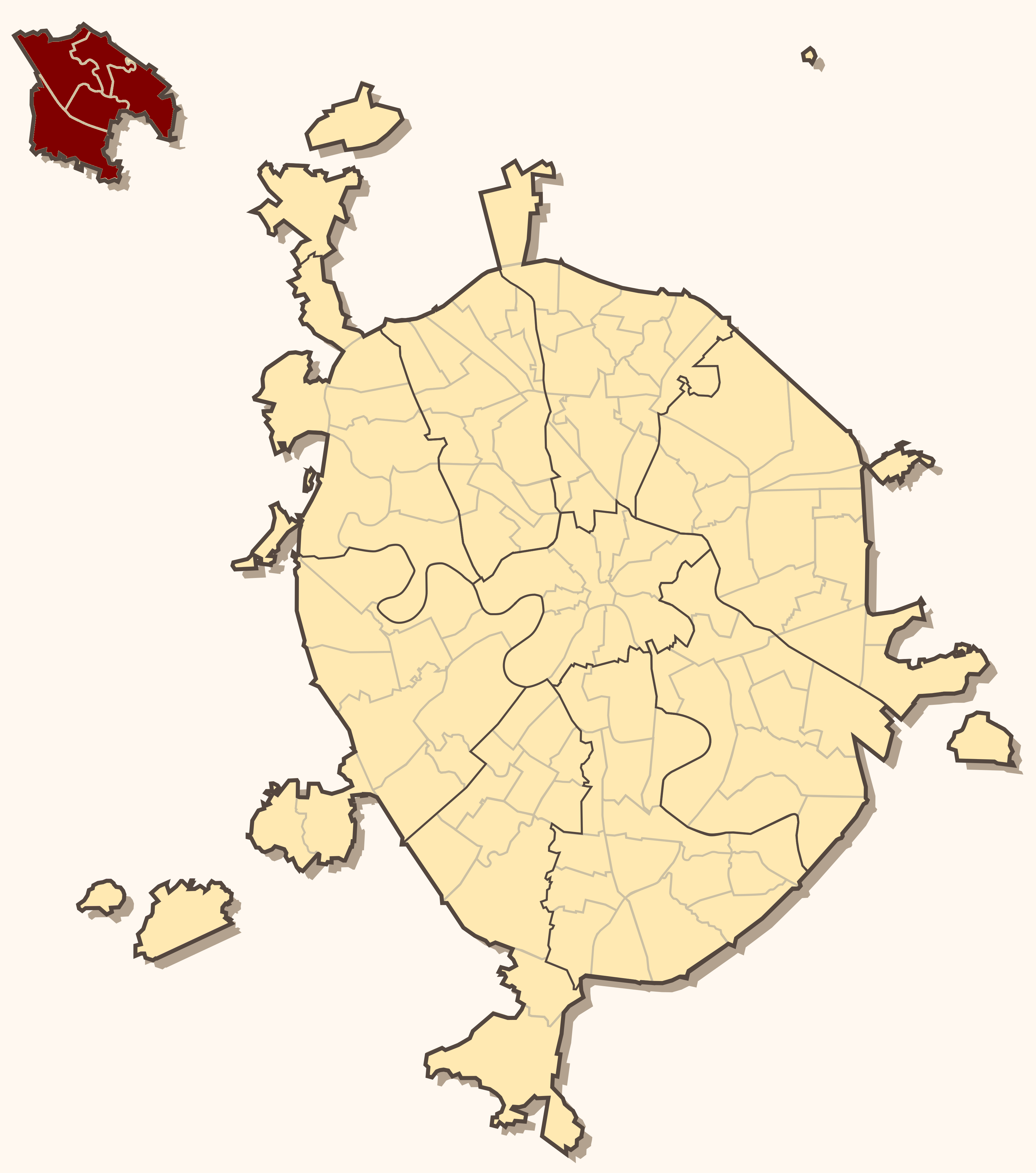
Зеленоградский благочиннический округ

Зеленоградское благочиние объединяет храмы Зеленоградского административного округа Москвы. Благочиние содержит 7 храмов и 1 часовню.
- Храм Святителя Николая Чудотворца в Ржавках
  - Храм Преподобного Сергия Радонежского (приписной) .
  - Храм Святителя Филарета Московского (приписной)
  - Храм-часовня Всех святых на старом кладбище (приписной)
  - Часовня Праведного Лазаря Четверодневного на кладбище в Рожках (приписная)
- Храм Благоверного князя Александра Невского в Александровке
- Храм Священномученика Владимира, митрополита Киевского в колонии № 2 УИН по Московской области (приписной к Свято-Данилову монастырю)
- Храм Великомученика Георгия Победоносца в Зеленограде

## Знаменское

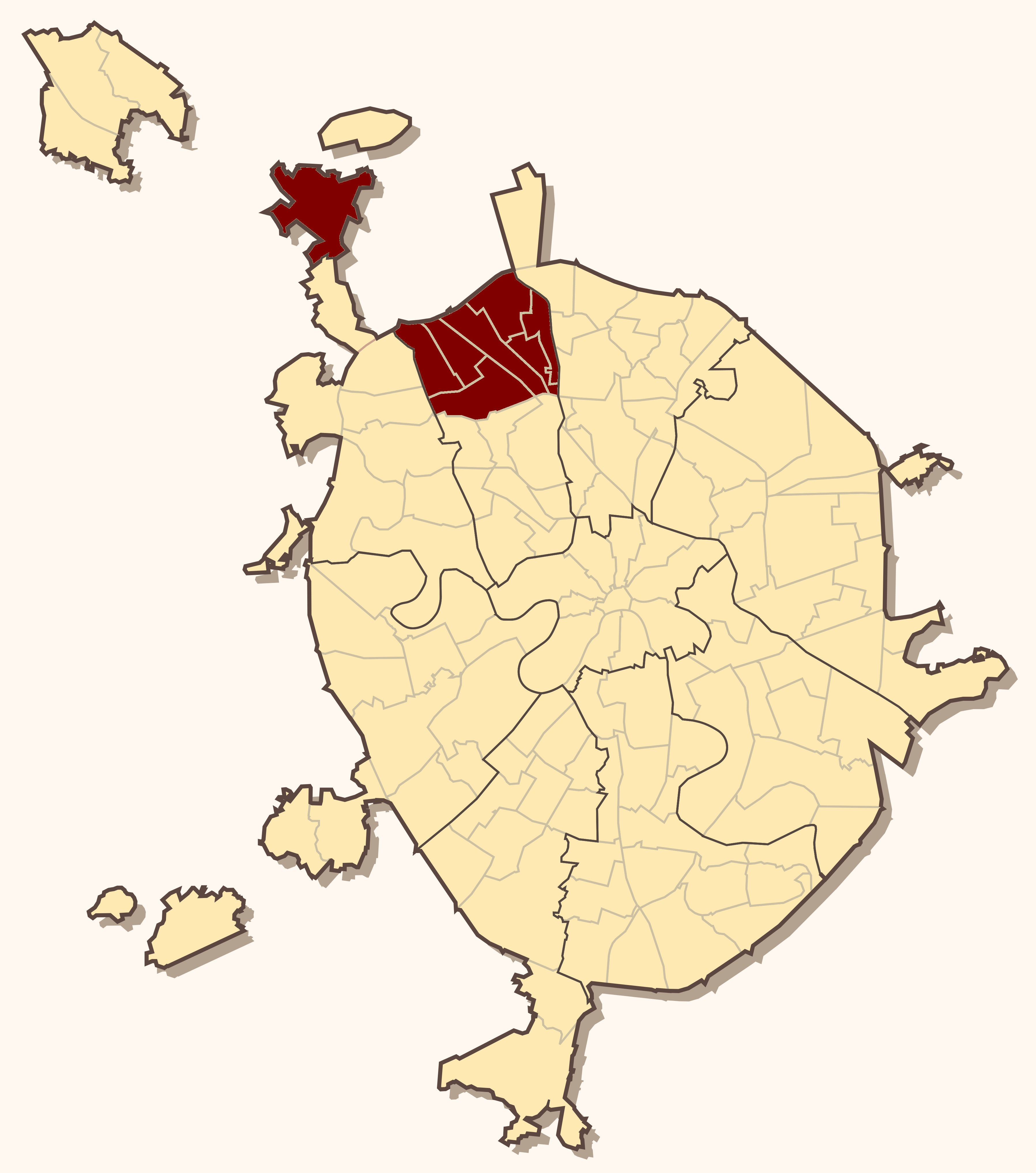
Знаменский благочиннический округ

Знаменское благочиние охватывает районы Молжаниновский, Левобережный, Ховрино, Западное Дегунино, Дмитровский, Восточное Дегунино, Бескудниковский, Головинский Северного административного округа Москвы. Благочиние содержит 21 храм (из них 2 домовых) и 3 часовни.
- Храм благоверных князей Бориса и Глеба в Дегунине
  - Храм великомученика и целителя Пантелеимона ФГУ Федеральное бюро медико-социальной экспертизы (приписной)
  - Храм преподобного Серафима Саровского при НИИ Педиатрии и Детской Хирургии (домовый, приписной)
  - Часовня великомученика и целителя Пантелеимона при Хосписе № 2 (приписная)
- Храм Рождества Христова в Черкизове
- Храм святого Луки, архиепископа Симферопольского и Крымского
- Храм иконы Божией Матери «Знамение» в Аксиньине
- Храм Иоанна Кронштадтского в Головине
  - Часовня Казанской иконы Божией Матери бывшего Казанского Головинского монастыря (приписная)
- Храм иконы Божией Матери «Знамение» в Ховрине
- Храм святителя Иннокентия Московского в Бескудникове
- Храм благоверного князя Андрея Боголюбского в Бескудникове
- Храм святых бессеребрянников Космы и Дамиана в Космодемьянском
  - Храм иконы Божией Матери «Живоносный Источник» в пансионате для ветеранов труда № 1 (домовый, приписной)
  - Храм великомученика Георгия Победоносца при Филиале № 2 ЦВКГ № 3 имени Вишневского Минобороны России (приписной)
  - Храм–часовня равноапостольного князя Владимира на Химкинском кладбище (приписная)
- Храм преподобного Сергия Радонежского в Бусинове
- Храм блаженной Матроны Московской в Дмитровском
  - Часовня святого праведного Иоанна Кронштадтского при Городской больнице № 81 (домовая, приписная)
- Храм преподобного Серафима Саровского в Дубках
- Храм священномученика Петра, митрополита Крутицкого в Бескудникове
- Храм иконы Божией Матери «Утоли мои печали» в Дмитровском
- Храм Рождества Пресвятой Богородицы в Молжанинове
- Храм Двенадцати апостолов в Ховрине

## Иверское

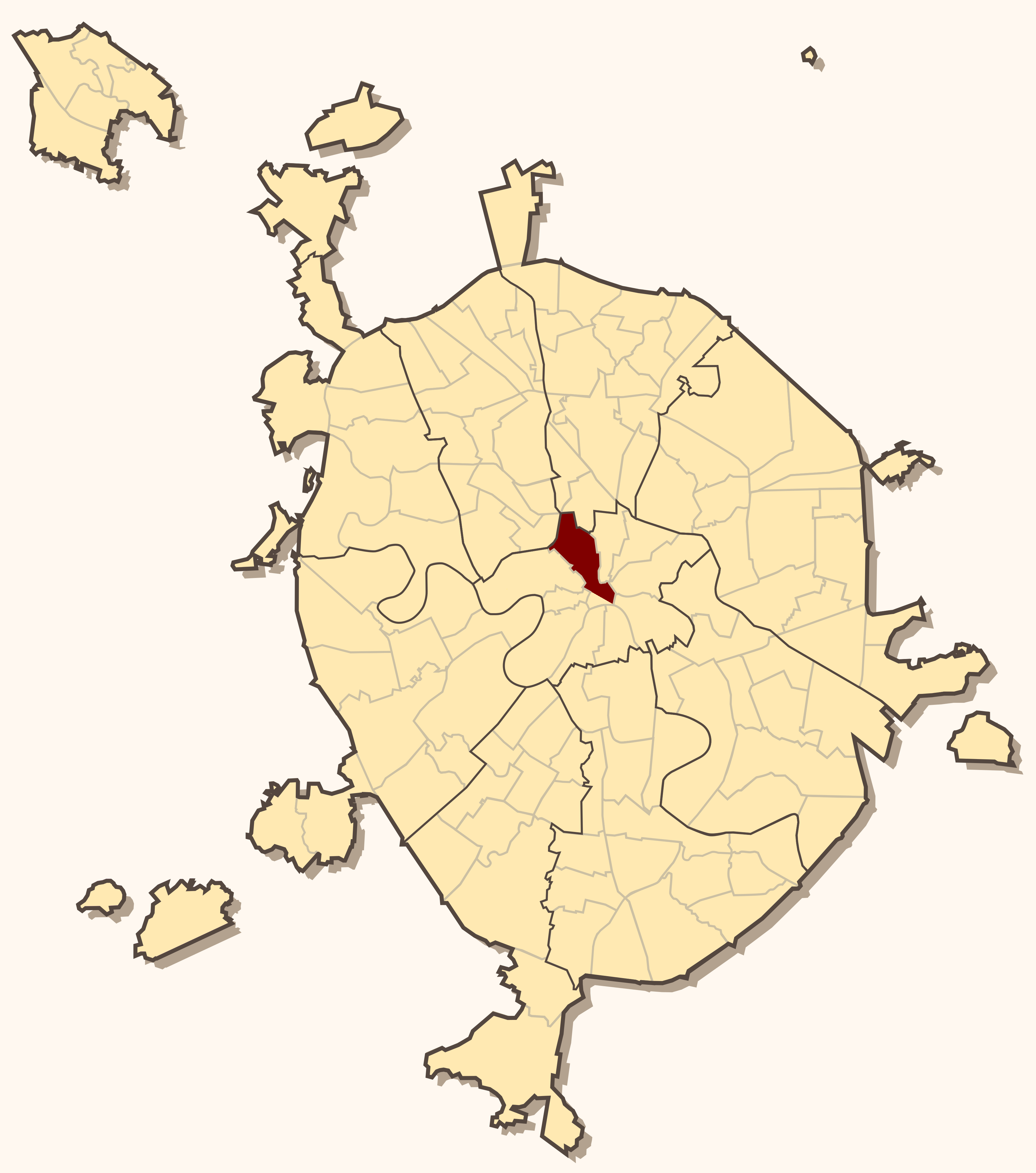
Иверский благочиннический округ

Иверское благочиние охватывает Тверской район (кроме территории Московского Кремля и храма Василия Блаженного на Красной площади) Центрального административного округа Москвы. Благочиние содержит 29 храмов (из них 5 домовых) и 4 часовни.
- Собор Казанской иконы Божией Матери на Красной Площади
- Храм Богоявления Господня бывшего Богоявленского монастыря
  - Храм Святителя Николая Мирликийского «Красный Звон» (приписной)
  - Храм Святых бессребреников Космы и Дамиана в Старых Панех (приписной)
  - Часовня Иверской иконы Божией Матери у Воскресенских ворот (приписная)
- Храм Пророка Божия Илии на бывшем Новгородском подворье
- Храм Успения Пресвятой Богородицы на Чижевском подворье
- Храм Апостола Иоанна Богослова под Вязом
- Храм Святой Живоначальной Троицы в Никитниках или Грузинской Божией Матери, что на Варварке
- Храм Великомученицы Варвары в Зарядье
- Храм Максима Блаженного в Зарядье
- Знаменский собор бывшего Знаменского монастыря (закрыт на реставрацию)
- Храм Великомученика Георгия Победоносца на Псковской горке
- Храм Рождества Иоанна Предтечи у Варварских ворот (закрыт на реставрацию)
- Храм Зачатия праведной Анны, что в Углу (закрыт на реставрацию)
- Храм Успения Пресвятой Богородицы на Успенском Вражке
- Храм Бессребреников Космы и Дамиана в Шубине
- Храм Преподобного Сергия Радонежского в Крапивниках
- Храм иконы Божией Матери «Знамение» за Петровскими воротами при ГУ МВД России по городу Москве
- Храм Рождества Пресвятой Богородицы в Путинках
- Храм Успения Пресвятой Богородицы в Путинках
- Храм Преподобного Пимена Великого в Новых Воротниках, что в Сущеве
- Храм Тихвинской иконы Божией Матери в Сущёве
- Храм Преподобных Сергия и Германа Валаамских чудотворцев
  - Храм Святителя Николая Мирликийского при НИИ нейрохирургии им. Н.Н. Бурденко (домовый, приписной)
- Храм Святителя Николая Мирликийского при Главном управлении МВД России по Московской области (домовый, приписной к Синодальному отделу Московского Патриархата)
- Храм Равноапостольного князя Владимира при Епархиальном Доме (домовый, приписной к храму Святителя Николая Мирликийского в Кузнецах)
- Храм святых Отцов Поместного Собора 1917-1918 гг. при бывшем Епархиальном Доме (домовый, приписной к храму Святителя Николая Мирликийского в Кузнецах)
- Храм Всемилостивого Спаса в монастырских кельях бывшего Скорбященского монастыря (домовый)
- Церковь Николая Чудотворца в Новой Слободе
- Часовня Знамения иконы Божией Матери и благоверного князя Александра Невского — Памятник гренадерам, павшим под Плевной в 1877 г.
- Часовня Рождества Пресвятой Богородицы в Столешниках (приписная к Богородице-Рождественскому монастырю)
- Часовня Смоленской иконы Божией Матери «Путеводительница» при Белорусском Вокзале

## Ильинское
Ильинское благочиние объединяет храмы и часовни поселений Воскресенское, Десёновское, Рязановское, Сосенское, Щербинка Новомосковского административного округа Москвы. Благочиние содержит 19 храмов и 2 часовни.
- Храм Живоначальной Троицы в подсобном хозяйстве «Воскресенское» в поселении Воскресенское
- Храм Воскресения Христова в подсобном хозяйстве «Воскресенское» в поселении Воскресенское
  - Часовня Введения во храм Пресвятой Богородицы в Ямонтово в поселении Воскресенское (приписная)
- Храм Святителя Николая Мирликийского в Кувекино в поселении Десёновское
- Храм Покрова Пресвятой Богородицы на Десне в поселении Десёновское
  - Храм Владимирской иконы Божией Матери в Ватутинках в поселении Десёновское (приписной)
- Церковь Архангела Михаила в Станиславле в поселении Десёновское
- Храм Покрова Пресвятой Богородицы в Яковлево в поселении Десёновское
  - Часовня Святителя Николая Чудотворца в Яковлево в поселении Десёновское (приписная)
- Храм Святителя Иннокентия Московского в Ракитках в поселении Десёновское
- Храм Преподобного Сергия Радонежского в Новых Ватутинках в поселении Десёновское
- Храм преподобного Сергия Радонежского в Тарасово в поселении Рязановское
- Храм Покрова Пресвятой Богородицы в Ерино в поселении Рязановское
- Храм Живоначальной Троицы в Остафьево в поселении Рязановское
- Храм Преображения Господня в Коммунарке в поселении Сосенское
- Храм Новомучеников и Исповедников Российских в Коммунарке в поселении Сосенское
- Храм Архангела Михаила в Летово в поселении Сосенское
  - Храм иконы Божией Матери «Умягчение злых сердец» в Бачурино в поселении Сосенское (приписной)
- Храм Воскресения Христова на Хованском Западном кладбище в поселении Сосенское
- Храм Казанской иконы Божией Матери в Сосенках в поселении Сосенское
- Храм Преподобномученицы Елизаветы Феодоровны в Щербинке в поселении Щербинка

## Михайловское

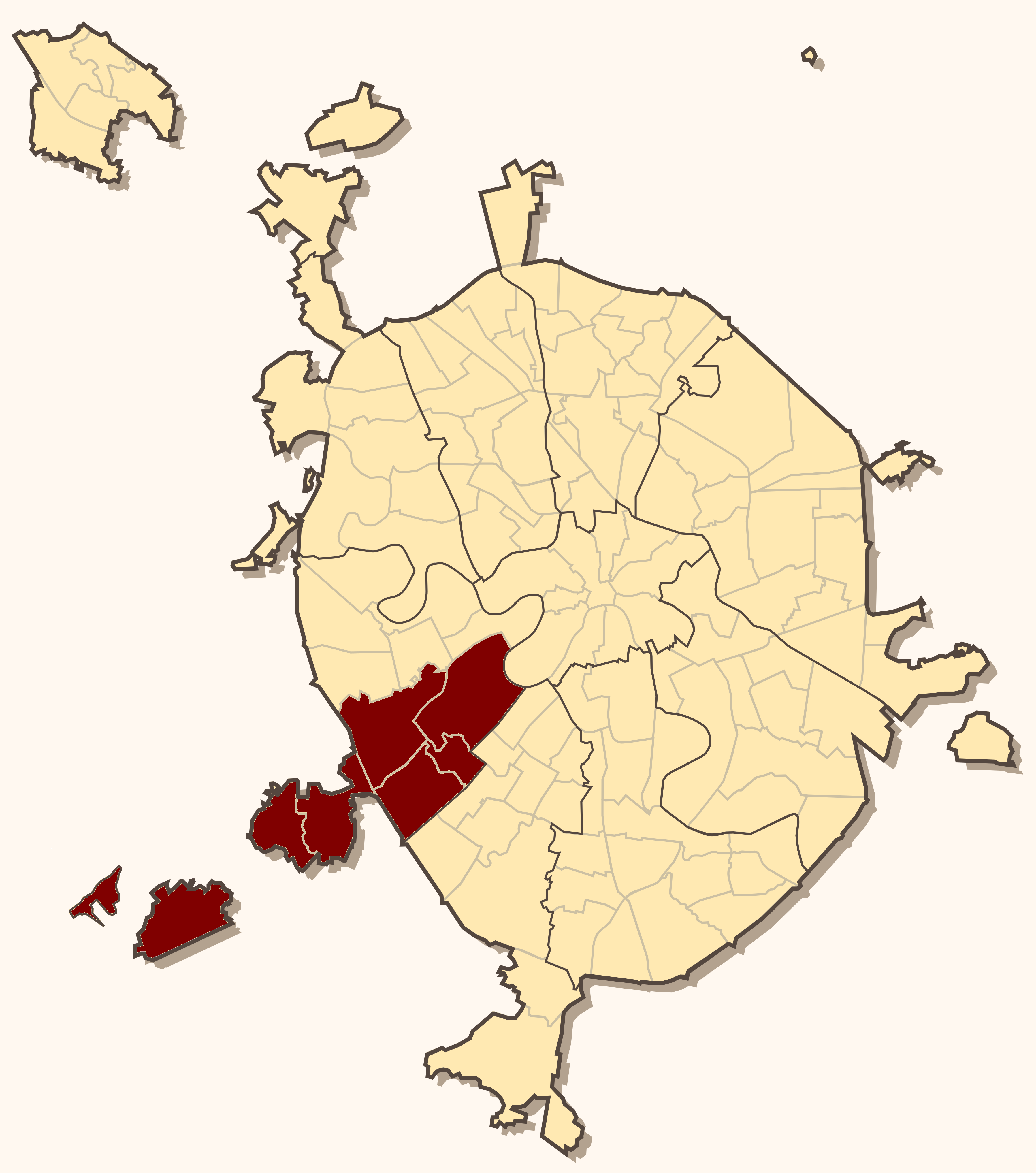
Михайловский благочиннический округ

Михайловское благочиние объединяет храмы и часовни районов Внуково, Ново-Переделкино, Солнцево, Очаково-Матвеевское, Тропарёво-Никулино, Проспект Вернадского, Раменки Западного административного округа Москвы. Благочиние содержит 44 храма (из них 10 домовых) и 5 часовен.
- Храм Архангела Михаила на проспекте Вернадского в Военной академии Генерального штаба Вооружённых сил Российской Федерации (домовый)
- Храм Архангела Михаила в Тропарёве
  - Храм Происхождения Честных Древ Животворящего Креста Господня в Тропарёво (крестильный)
  - Храм Предтечи и Крестителя Господня Иоанна на Хованском кладбище (приписной)
  - Храм Предтечи и Крестителя Господня Иоанна на Востряковском кладбище (приписной)
  - Храм Святителя Николая Мирликийского при интернате ветеранов труда № 29 (домовый, приписной)
  - Часовня Мученицы Марины на Хованском кладбище (приписная)
  - Часовня Владимирской иконы Божией Матери на Хованском кладбище (приписная)
- Храм благоверного князя Александра Невского при МГИМО
- Храм Благовещения Пресвятой Богородицы в Федосьино
- Храм великомученика Пантелеимона при объединённой больнице с поликлиникой Медицинского Центра Управления делами Президента РФ (домовый, приписной к Троице-Сергиевой Лавре)
- Храм Воскресения Христова в Толстопальцево
- Храм Покрова Пресвятой Богородицы в Толстопальцево
- Храм Живоначальной Троицы в Троицком-Голенищеве
- Храм Живоначальной Троицы на Воробьёвых горах
- Храм Иверской иконы Божией Матери в Очаково-Матвеевском
- Храм Казанской Божией Матери в Мещерском
- Храм Казанской Божией Матери в Орлово
- Храм-часовня Лазаря Четверодневного на Пыхтинском кладбище
- Храм-часовня преподобномученицы Елисаветы на Рублевском кладбище (приписная к храму «Неувядаемый цвет» в Рублёво)
- Храм Преподобного Андрея Рублёва в Раменках
  - Храм Покрова Пресвятой Богородицы в Раменках (приписной)
- Храм Преподобного Серафима Саровского в Новой Олимпийской деревне
- Храм Преподобного Серафима Саровского в пансионате Ветеранов Труда № 31 (домовый)
- Храм Преподобного Сергия Радонежского в Солнцево
- Храм Пресвятой Троицы в Научно-практическом центре медицинской помощи детям (домовый)
- Храм равноапостольной княгини Ольги при Паломическом центре Московского Патриархата в гостинице «Университетская»(домовый)
- Храм праведных Иоакима и Анны при доме сирот № 11 (домовый)
- Храм Святителя Димитрия митрополита Ростовского в Очакове
  - Храм великомученика и целителя Пантелеимона при детской больнице № 18 (домовый, приписной)
- Храм Святителя Николая Чудотворца в Троекурово
- Храм равноапостольной княгини Ольги в Солнцево
- Храм мученика Виктора в Солнцево
- Храм Пророка Божия Илии в Солнцево
- Храм Спаса Нерукотворного Образа при Медицинском центре Управления делами Президента РФ в Волынском (домовый, приписной к Троице-Сергиевой Лавре)
- Храм Преображения Господня в Переделкино
  - Храм пророка Иоанна Предтечи в Переделкино (крестильный)
  - Храм святителя Иоанна Тобольского при клинике сердечно-сосудистых заболеваний имени Иоанна Тобольского (домовый, приписной)
- Храм благоверного князя Игоря Черниговского и Киевского в Переделкино
- Храм Воскресения Христова на Переделкинском кладбище
- Храм Успения Пресвятой Богородицы в Матвеевском
- Храм иконы Божией Матери «Неопалимая Купина» в Очаково-Матвеевском
- Храм первоверховных апостолов Петра и Павла в Тропарёво
- Храм Святых Мучениц Веры, Надежды, Любови и Матери их Софии во Внуково
- Храм Святых равноапостольных Кирилла и Мефодия при МГУ имени М.В. Ломоносова
- Храм святого равноапостольного князя Владимира в Ново-Переделкино
- Часовня Владимирской иконы Божией Матери на Рублевском шоссе
- Часовня Великомученика Георгия Победоносца на Золотых ключах
- Часовня Мученицы Галины на Троекуровском кладбище

## Москворецкое

Москворецкий благочиннический округ

Москворецкое благочиние охватывает районы Замоскворечье и Якиманка Центрального административного округа Москвы. Благочиние содержит 34 храма (из них 5 домовых).
- Храм благоверного царевича Димитрия при 1-й Градской больнице (домовый)
  - Храм иконы Божией Матери «Знамение» при 1-й Градской больнице (домовый, приписной)
  - Храм преподобномученицы Елисаветы Феодоровны при 1-й Градской больнице (домовый, приписной)
- Храм Великомученицы Екатерины на Всполье
- Храм Вознесения Господня за Серпуховскими воротами
- Храм Воскресения Христова в Кадашах
- Храм Иверской иконы Божией Матери на Всполье
- Храм иконы Божией Матери «Всех скорбящих Радость» на Большой Ордынке
- Храм Иверской иконы Божией Матери при Иверской общине сестёр милосердия (детской больнице № 20)
- Храм Марона Пустынника в Старых Панех
- Храм Михаила Архангела в Овчинниках
- Храм Мученика Иоанна Воина на Якиманке
- Храм Мучеников Флора и Лавра на Зацепе
- Храм святых благоверных князей Михаила и боярина Феодора, Черниговских чудотворцев
- Храм Святителя Николая в Кузнецах
  - Храм равноапостольного великого князя Владимира в Кузнецах (крестильный, приписной)
  - Храм Троицы Живоначальной в Вишняках при Православном Свято-Тихоновском Богословском институте (приписной)
- Храм Святителя Николая в Пыжах
- Храм Святителя Николая в Толмачах (домовый, храм-музей)
- Храм Святителя Николая в Голутвине
- Храм Святителя Николая в Заяицком
- Храм Святителя Николая на Берсеневке в Верхних Садовниках
- Храм Святителя Григория Неокесарийского в Дербицах
- Храм Софии Премудрости Божией в Средних Садовниках
  - Храм иконы Божией Матери «Взыскание погибших» (надвратный)
- Храм Спаса Преображения на Болвановке
- Храм Священномученика Климента, папы Римского
- Храм Троицы Живоначальной на Шаболовке
- Храм Усекновения Главы Иоанна Предтечи под Бором
- Храм Успения Богородицы в Казачьей слободе
- Храм великомученика Георгия Победоносца в Ендове
- Храм иконы Божией Матери «Взыскание погибших» на Зацепе
- Храм иконы Пресвятой Богородицы «Милующая» при Морозовской детской клинической больнице (домовый)
- Храм Казанской иконы Божией Матери на Калужской площади

## Никольское
Никольское благочиние включает храмы и часовни поселений Вороновское, Клёновское, Роговское, Щаповское Троицкого административного округа Москвы. Благочиние содержит 14 храмов и 2 часовни.
- Храм Богоявления Господня в Богоявлении в поселении Вороновское
- Храм Спаса Нерукотворного в Вороново в поселении Вороновское
- Храм Феодоровской иконы Божией Матери в Ворсино в поселении Вороновское
- Храм Святителя Николая Чудотворца в Никольском в поселении Вороновское
- Храм Покрова Пресвятой Богородицы в Покровском в поселении Вороновское
- Храм Святителя Николая Чудотворца в Клёново в поселении Клёновское
  - Храм Первоверховных апостолов Петра и Павла в Дубовке в поселении Клёновское (приписной)
  - Часовня Архангела Михаила в Никоново в поселении Клёновское (приписная)
  - Часовня Иверской иконы Божией Матери в Чернецком в поселении Клёновское (приписная)
- Храм Благовещения Пресвятой Богородицы в Сальково в поселении Клёновское
- Храм Казанской иконы Божией Матери в Товарищево в поселении Клёновское
- Храм Живоначальной Троицы в Васюнино в поселении Роговское
- Храм Рождества Христова в Рождественно в поселении Роговское
- Храм Живоначальной Троицы в Ознобишино в поселении Щаповское
- Храм Вознесения Господня в Сатино-Русском в поселении Щаповское
- Храм Успения Пресвятой Богородицы в Александрово в поселении Щаповское

## Новотроицкое
Новотроицкое благочиние объединяет храмы и часовни поселений Краснопахорское, Первомайское, Новофедоровское, Михайлово-Ярцевское, Киевский Троицкого административного округа. Благочиние содержит 20 храмов (из них 4 домовых) и 4 часовни.
- Храм Архангела Михаила в Белоусово
- Храм Архангела Михаила и чуда его в Хонех в Былово
- Храм Рождества Христова в Варварино
- Храм иконы Божией Матери Неупиваемая Чаша в Киевском
- Храм Святого Апостола Иоанна Богослова в Красном
- Храм Святого Благоверного Князя Олега Брянского в Минзаге
- Храм Духа Святого в Первомайском
  - Часовня Смоленской иконы Божией Матери в Елизарово (приписная)
- храм Преподобного Сергия Радонежского в Плесково (домовый)
  - Часовня-купель Преподобного Сергия Радонежского в Плесково (приписная)
- Храм Воскресения Христова в Поповке
- Храм Святого Апостола Андрея Первозванного в Птичном
- Храм Казанской иконы Божией Матери в Пучково
  - Храм Святых Царственных Страстотерпцев в Пучково (домовый, приписной)
  - Храм Казанской иконы Божией Матери в Введенском-Борисовке
  - Часовня-купель Богоявления Господня в Пучково (приписная)
  - Часовня Амвросия Оптинского (приписная)
- Храм Рождества Пресвятой Богородицы в Руднево
- Храм Живоначальной Троицы в Троицке
  - Храм преподобномученицы Елисаветы Феодоровны в Троицке (домовый, приписной)
  - Храм блаженной Матроны Московской в Троицке (домовый, приписной)
- Храм Тихвинской иконы Божией Матери в Троицке
- Храм Святого Феодора Едесского в Уварово
- Храм Новомучеников Подольских в Шишкином Лесу

## Одигитриевское
Одигитриевское благочиние объединяет храмы и часовни поселений Внуковское, Кокошкино, Марушкинское, Московский, «Мосрентген», Филимонковское Новомосковского административного округа Москвы. Благочиние содержит 15 храмов и 3 часовни.
- Храм Пророка Илии в Изварино в поселении Внуковское
- Храм Благоверного князя Александра Невского в Пыхтино в поселении Внуковское
- Храм мучениц Веры, Надежды, Любови и матери их Софии в Кокошкино в поселении Кокошкино
  - Храм архангела Михаила в Кокошкино в поселении Кокошкино (крестильный, приписной)
- Храм Спаса Нерукотворного Образа в Большом Свинорье в поселении Марушкинское
  - Часовня Воскресения Христова в Анкудиново в поселении Марушкинское (приписная)
  - Часовня архангела Михаила в Большом Свинорье в поселении Марушкинское (приписная)
- Храм Покрова Пресвятой Богородицы в Большом Покровском в поселении Марушкинское
- Храм Воздвижения Честнаго и Животворящего Креста Господня в Крёкшино в поселении Марушкинское
- Храм Рождества Пресвятой Богородицы в Говорове в поселении Московский
  - Часовня Благоверного князя Александра Невского в Говорово в поселении Московский (приписная)
- Храм Святителя Тихона, Патриарха Всероссийского в Московском в поселении Московский
  - Храм Рождества Пророка Иоанна в Московском (крестильный, приписной)
- Храм иконы Божией Матери «Неувядаемый цвет» в Московском в поселении Московский
- Храм Живоначальной Троицы в посёлке завода Мосрентген в поселении «Мосрентген»
- Храм иконы Божией Матери «Скоропослушница» в Марьино в поселении Филимонковское
- Храм Троицы Живоначальной в Филимонках в поселении Филимонковское
- Храм Успения Пресвятой Богородицы в Филимонках в поселении Филимонковское

## Параскево-Пятницкое

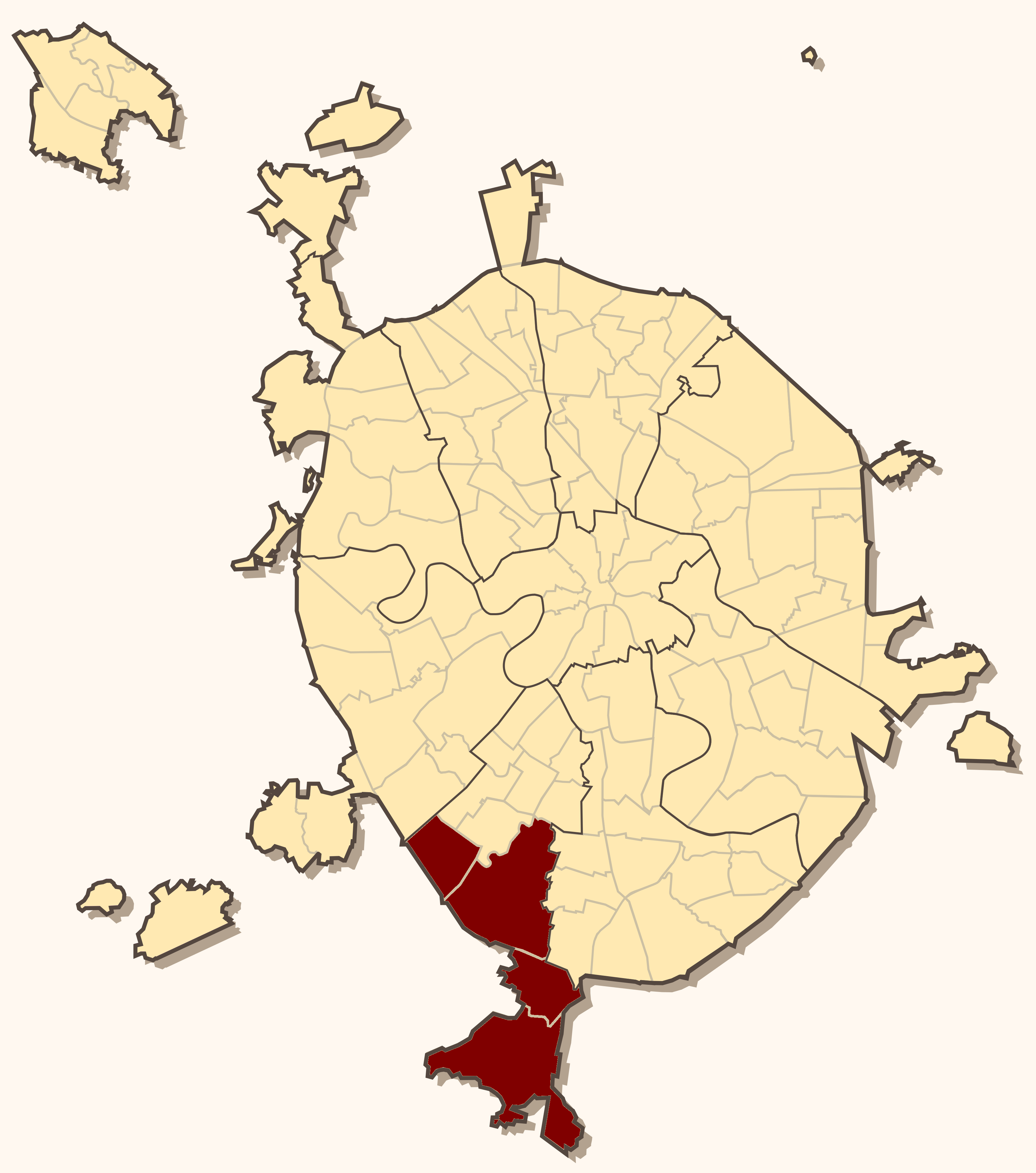
Параскево-Пятницкий благочиннический округ

Параскево-Пятницкое благочиние охватывает районы Тёплый Стан, Ясенево, Северное Бутово, Южное Бутово Юго-Западного административного округа Москвы. Благочиние содержит 38 храмов (из них 7 домовых) и 1 часовню.
- Храм святителя Алексия, митрополита Московского в Северном Бутове
  - Храм иконы Божией Матери «Неупиваемая Чаша» при наркологическом филиале №2 МНПЦ наркологии
- Храм первоверховных апостолов Петра и Павла в Ясеневе
  - Храм Петра и Февронии при комплексном центре социального обслуживания населения «Ясенево» (домовый, приписной)
  - Храм Воскресения Христова при пансионате № 6 для ветеранов труда и инвалидов (домовый, приписной)
- Храм священномученика Владимира в Южном Бутове
- Храм Владимирской иконы Божией Матери в Потапове
  - Храм великомученика и целителя Пантелеимона в Потапове (приписной)
- Храм великомученицы Параскевы Пятницы в Качалове
  - Храм иконы Божией Матери «Неупиваемая Чаша» при наркологической клинической больнице № 17 в Бутове (домовый, приписной)
  - Храм–часовня бессребреников Космы и Дамиана в хосписе № 3 города Москвы (домовый, приписной)
- Храм благоверного князя Димитрия Донского в Северном Бутове
- Храм Иверской иконы Божией Матери в Беляеве
  - Храм блаженной Матроны Московской в Беляеве (приписной)
- Храм иконы Божией Матери «Знамение» в Захарьине
  - Храм Троицы Живоначальной на Щербинском кладбище (приписной)
  - Часовня пророка Иоанна Предтечи в Захарьине (приписная)
- Храм пророка Божия Илии в Северном Бутове
- Храм апостола и евангелиста Иоанна Богослова при православной классической гимназии «Радонеж» (домовый)
- Храм Казанской иконы Божией Матери в Тёплом Стане
  - Храм святителя Льва, Папы Римского в Тёплом Стане (приписной)
- Храм Казанской иконы Божией Матери в Узком
  - Храм иконы Божией Матери «Целительница» при медицинском центре Центрального банка России в Узком (домовый, приписной)
  - Часовня Всех Святых в Ясеневе (приписная)
- Храм преподобного Моисея Мурина в Южном Бутове
- Храм Покрова Пресвятой Богородицы в Ясеневе
- Храм праведного воина Феодора Ушакова в Южном Бутове
  - Храм иконы Божией Матери «Троеручица» в Южном Бутове (приписной)
  - Храм иконы Божией Матери «Целительница» в детском доме-интернате «Южное Бутово» (домовый, приписной)
- Храм Рождества Христова в Черневе
- Церковь Введения во храм Пресвятой Богородицы в Черневе
- Храм священномученика Серафима и иконы Божией Матери «Неупиваемая Чаша» в Южном Бутове
- Храм святителя Стефана Пермского в Южном Бутове
- Церковь Великомученицы Анастасии Узорешительницы в Тёплом Стане
  - Храм благоверного князя Димитрия Донского при пансионате для ветеранов войны «Коньково» (домовый, приписной)
- Храм великомученика и целителя Пантелеимона при ЦКБ РАМН (домовый, приписной к храму преподобных Зосимы и Савватия Соловецких в Гольянове)
- Храм Казанской иконы Божией Матери в Ясеневе
- Храм Марии Магдалины в Южном Бутово
- Храм Святителя Спиридона Тримифунтского в Южном Бутове
- Храм Святых Царственных Страстотерпцев в Ясенево

## Петропавловское

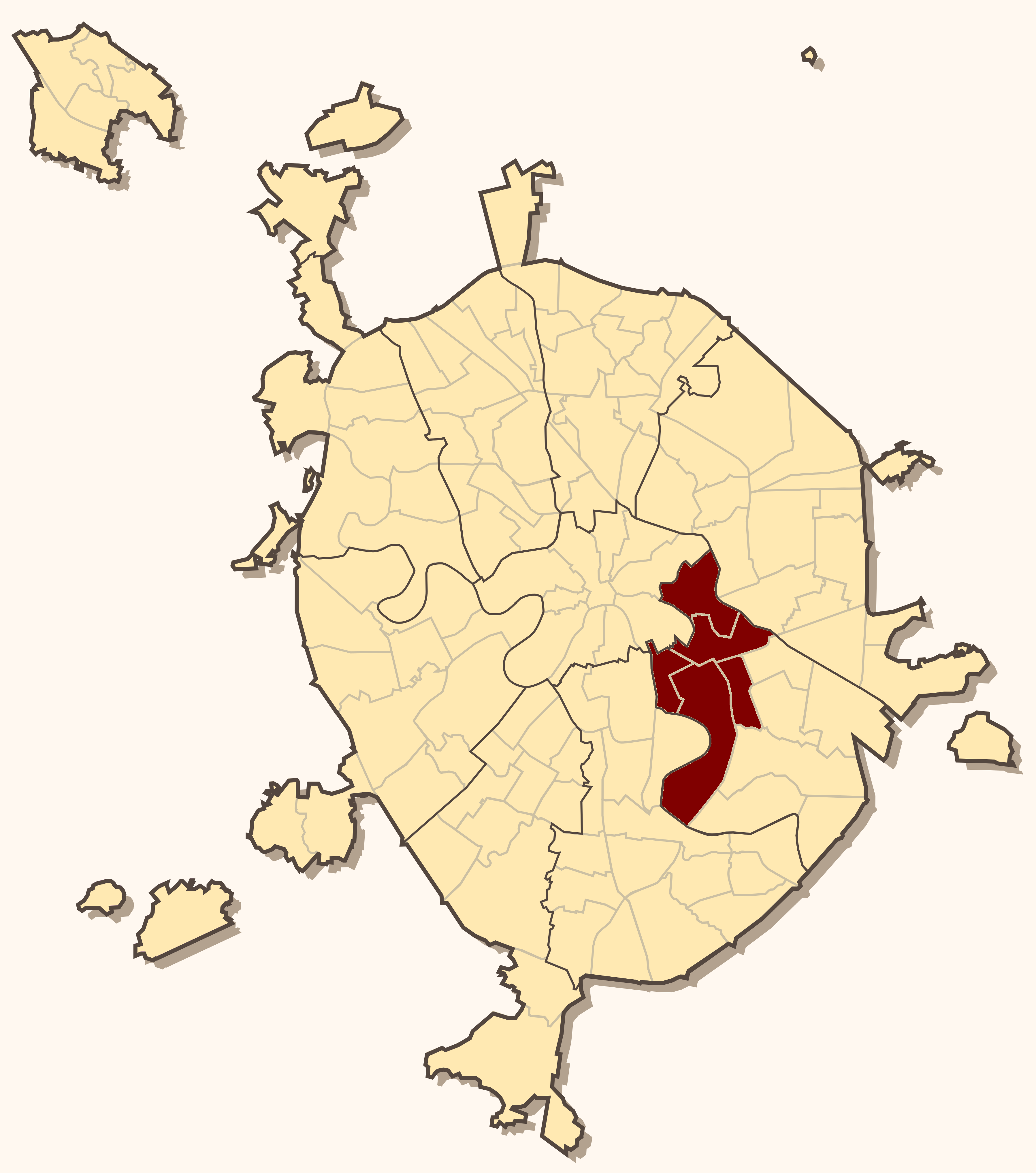
Петропавловский благочиннический округ

Петропавловское благочиние охватывает районы Лефортово, Нижегородский, Рязанский, Текстильщики, Печатники, Южнопортовый Юго-Восточного административного округа Москвы. Благочиние содержит 25 храмов (из них 6 домовых) и 2 часовни.
- Храм благоверного князя Андрея Боголюбского на Волжском
- Подворье храмов бывшего Николо-Перервинского монастыря
  - Иверский собор
  - Надвратная церковь Толгской иконы Божией Матери
  - Храм Преподобного Сергия Радонежского
  - Храм Святителя Николая Чудотворца
  - Храм Успения Божией Матери (в колокольне)
  - Храм Апостола и Евангелиста Иоанна Богослова
  - Храм иконы Божией Матери «Всех скорбящих Радость» в Печатниках (приписной)
  - Храм Равноапостольной Марии Магдалины при ФКУ СИЗО-6 УФСИН России по Москве (приписной, домовый)
  - Храм иконы Божией Матери «Отрада и Утешение» при городской клинической больнице № 68 (приписной, домовый)
  - Храм иконы Божией Матери «Умягчение злых сердец» при ГКУ Центр социальной адаптации «Люблино» (приписной, домовый)
  - Храм иконы Божией Матери «Неопалимая Купина» при гимназии имени митрополита Платона (Левшина) (приписной, домовый)
  - Часовня Священномучеников Харалампия и Власия при деревообрабатывающем комбинате ОАО «Заречье» (приписная)
- Храм Введения во храм Пресвятой Богородицы на Рязанке
- Храм Введения во храм Пресвятой Богородицы у Салтыкова моста
- Храм Троицы Живоначальной у Салтыкова моста
- Храм Равноапостольных Кирилла и Мефодия на Дубровке
- Храм Святителя Николая Чудотворца на Рогожском кладбище
- Храм Апостолов Петра и Павла в Лефортове
  - Храм Архангела Михаила в Лефортове (крестильный, приписной)
  - Храм Воскресения Словущего на территории городской клинической больницы № 29 (приписной, домовый)
  - Храм Апостолов Петра и Павла при Главном военном госпитале имени Н.Н. Бурденко (приписной, домовый)
  - Часовня иконы Спасителя «Христос Сеятель» (приписная)
- Храм Преподобного Сергия Радонежского на Рязанке
- Храм Святителя Димитрия Ростовского на Рязанке
- Храм Троицы Живоначальной в Карачарове
- Храм Курско-Коренной иконы Божией Матери в Вязовке

## Покровское

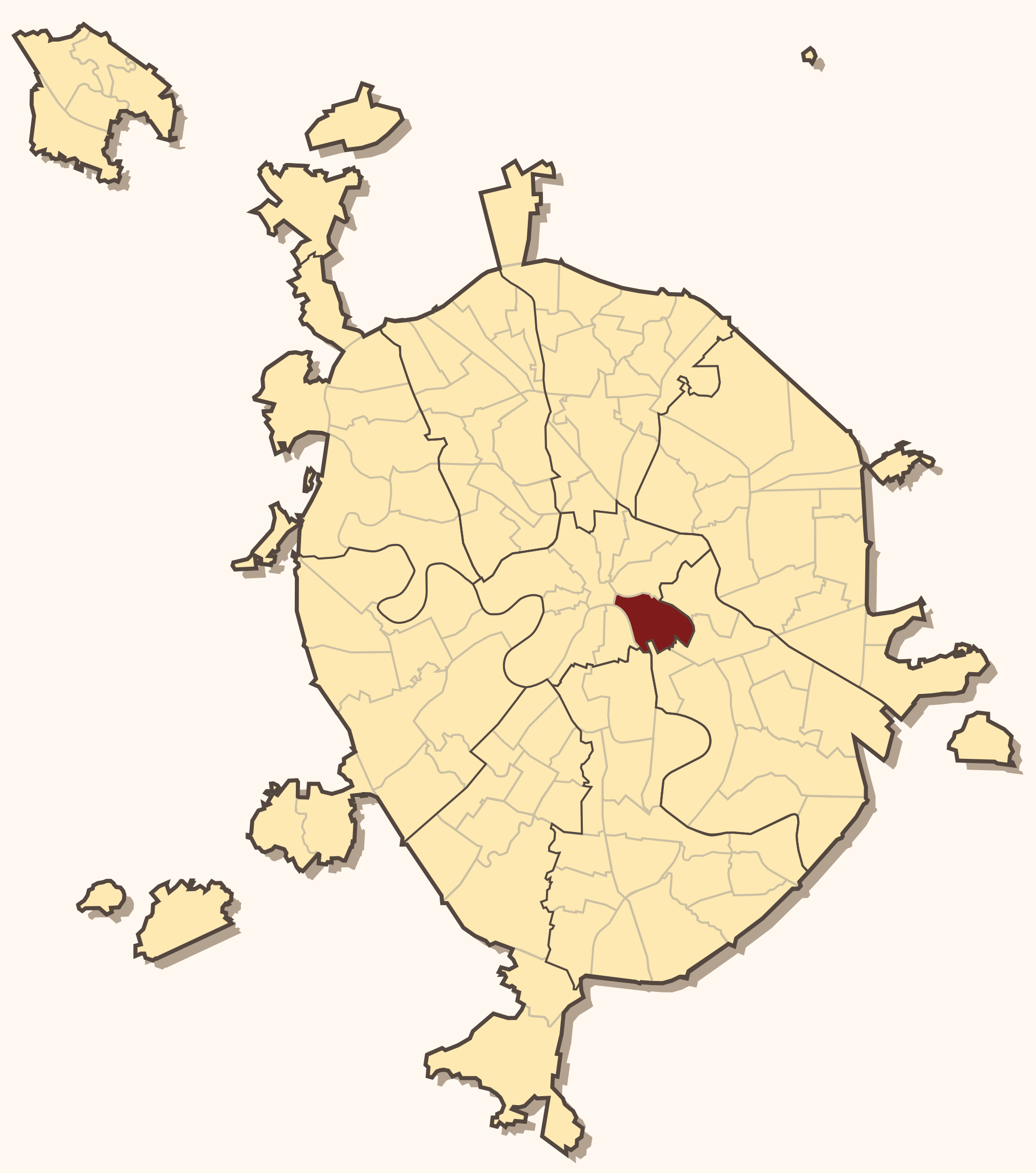
Покровский благочиннический округ

Покровское благочиние охватывает Таганский район Центрального административного округа Москвы. Благочиние содержит 24 храма (из них 2 домовых).
- Храм первоверховных апостолов Петра и Павла у Яузских ворот
- Собор Успения Пресвятой Богородицы на Крутицах
- Храм Святителя Николая в Котельниках
- Храм великомученика Никиты за Яузой
- Храм Воскресения Словущего при Митрополичьих палатах на Крутицах
- Храм Всех святых на Кулишках
- Храм Иерусалимской иконы Божией Матери за Покровской заставой
- Храм иконы Божией Матери «Всех скорбящих Радосте» на Калитниковском кладбище
- Храм пророка Илии на Воронцовом поле (домовый)
- Храм Мартина Исповедника в Алексеевской Новой Слободе
- Храм святителя Алексия Московского в Рогожской слободе
- Храм святителя Николая в Студенцах (единоверческий храм)
- Храм Покрова Пресвятой Богородицы на Лыщиковой горе
- Храм преподобного Василия Декаполита у Рогожской заставы
- Храм Рождества Пресвятой Богородицы на Кулишках
- Храм преподобного Сергия Радонежского в Рогожской слободе
- Храм преподобного Симеона Столпника за Яузой
- Храм Сорока мучеников Севастийских в Спасской слободе
- Храм Спаса Нерукотворного в Андрониковом монастыре
- Храм Троицы Живоначальной в Серебряниках
  - Храм-колокольня Усекновения главы Иоанна Предтечи (приписной)
- Храм Успения Пресвятой Богородицы в Гончарах
  - Храм святителя Николая на Болвановке (приписной)
- Храм святителя Петра митрополита Крутицкого (домовый, приписной к храму святителя Николая Мирликийского в Кузнецах)

## Рождественское

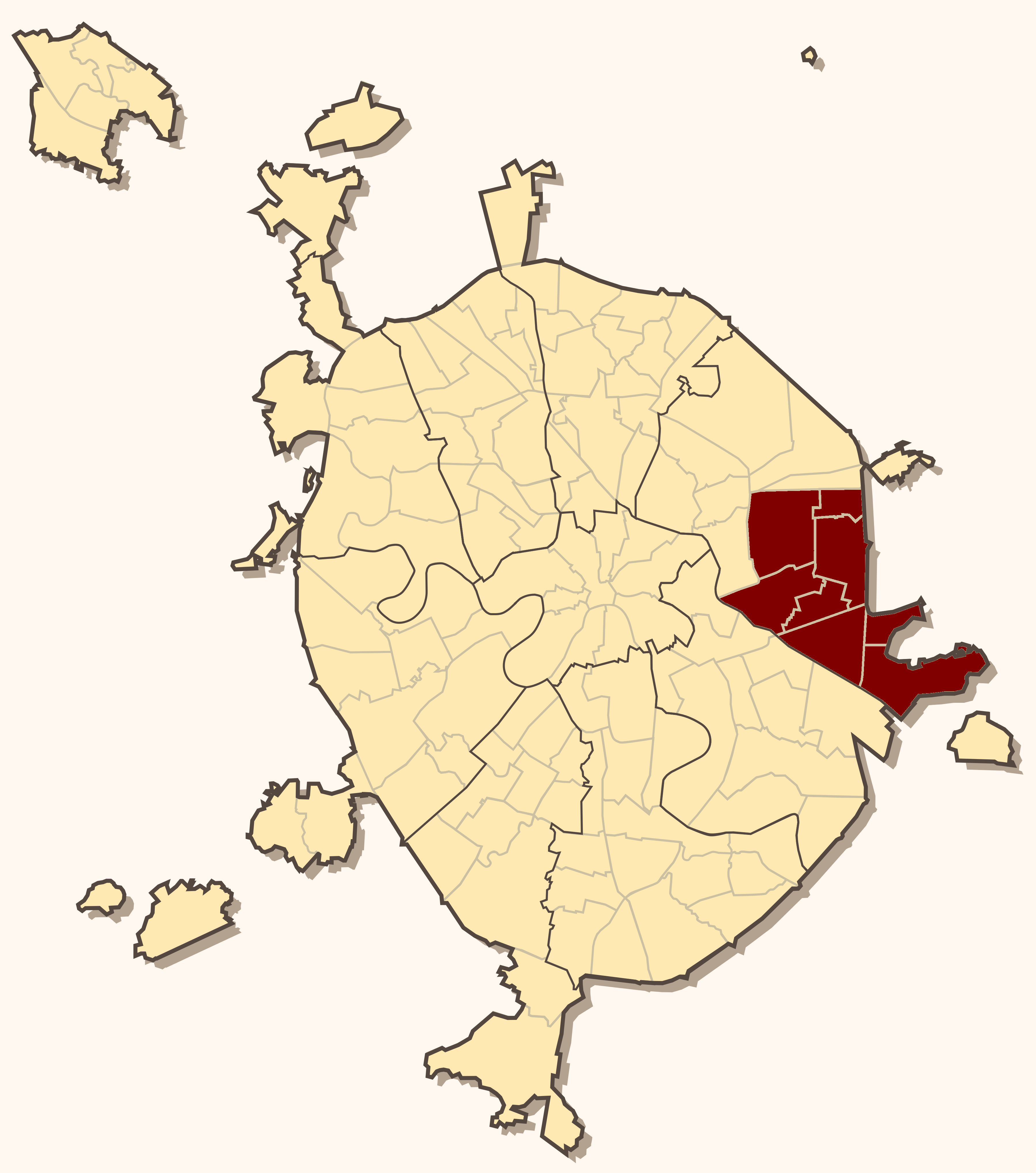
Рождественский благочиннический округ

Рождественское благочиние занимает районы Восточное Измайлово, Измайлово, Перово, Ивановское, Новогиреево, Вешняки, Новокосино, Косино-Ухтомский Восточного административного округа Москвы. Благочиние содержит 37 храмов (из них 2 домовый) и 4 часовни.
- Храм в честь иконы Божией Матери «Споручница грешных» в Ухтомке
- Храм Введения во храм Пресвятой Богородицы в Вешняках
- Храм Всемилостивого Спаса в Кускове
- Храм иконы Божией Матери «Взыскание погибших»
- Храм Апостола Иоанна Богослова
- Храм в честь Собора новомучеников и исповедников Российских в Новокосино
- Храм Всех святых, в земле Российской просиявших в Новокосино
  - Храм в честь Покрова Пресвятой Богородицы (приписной)
- Храм Игнатия Богоносца в Новогиреево
- Храм Казанской Песчанской иконы Божией Матери в Измайлове
  - Храм Святого мученика Евгения Боткина при ГКБ № 57 (приписной)
  - Храм Преподобного Серафима Саровского при Лицее духовной культуры (приписной)
- Храм святого праведного Алексия Московского в Вешняках
- Храм Покрова Пресвятой Богородицы в Измайлове
- Храм в честь Иконы Божией Матери «Скоропослушница» при Доме ветеранов труда (приписной)
  - Часовня Казанской иконы Божией Матери в Восточном Измайлове (приписная)
- Храм Рождества Иоанна Предтечи в Ивановском
  - Храм иконы Божией Матери «Знамение» в Перове (приписной)
  - Крестильный храм Святителя Василия Великого в Ивановском (приписной)
- Храм Рождества Христова в Измайлове
  - Храм святителя Николая Чудотворца в Восточном Измайлове (приписной)
- Храм иконы Божией Матери «Смоленская» в Измайлове
- Храм преподобного Серафима Саровского в Кожухове
- Храм Спаса Нерукотворного Образа в Гирееве
  - Храм Матроны Московской при доме ветеранов сцены им. Яблочкиной (приписной)
  - Храм иконы Божией Матери «Феодоровская» (приписной)
  - Часовня Космы и Дамиана в Гирееве (приписная)
- Храм Живоначальной Троицы в Косино-Ухтомском
- Храм Успения Пресвятой Богородицы в Вешняках
- Храмы Успения Богородицы, Святителя Николая и Святителя Тихона, Патриарха Московского в Косине (на территории одного прихода)
  - Храм святителя Алексия, митрополита Московского при ПНИ № 26 (домовый, приписной)
  - Храм великомученика и целителя Пантелеимона при ГКБ № 15 (домовый, приписной)
  - Храм иконы Божией Матери «Живоносный источник» в Косино (приписная)
  - Часовня в честь Косинских новомучеников в Косино (приписная)
  - Часовня святителя Филарета, митрополита Московского в Косино (приписная)
- Храм Святого равноапостольного и великого князя Владимира в Новогиреево
- Храм иконы Божией Матери «Споручница грешных» в Косино
- Храм святых Царственных Страстотерпцев в Южном Измайлове
- Храм Преподобномученицы Елисаветы в Восточном Измайлове

## Сергиевское

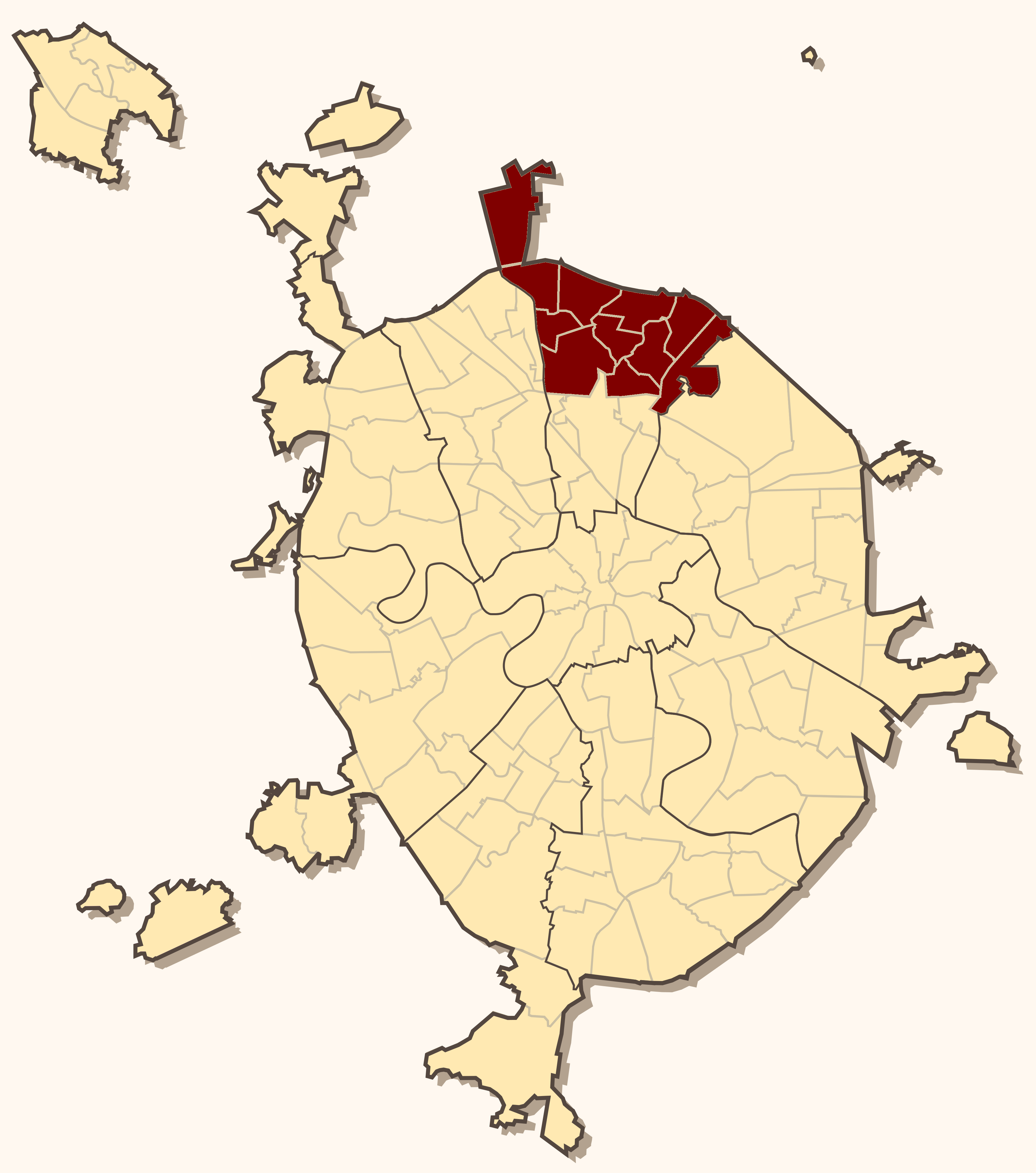
Сергиевский благочиннический округ

Сергиевское благочиние охватывает районы Северный, Лианозово, Бибирево, Алтуфьево, Отрадное, Северное Медведково, Южное Медведково, Лосиноостровский, Бабушкинский, Ярославский, Свиблово Северо-Восточного административного округа Москвы. Благочиние содержит 36 храмов (из них 1 домовый) и 3 часовни.
- Храм Рождества Христова во Фрязино
- Храм благоверного князя Димитрия Донского в Раеве
  - Храм святителя Алексия Московского в Раеве (приписной)
- Храм Благовещения Пресвятой Богородицы в Раеве
  - Храм священномученика Владимира митрополита Киевского в Свиблове
- Храм иконы Божией Матери «Живоносный Источник» в Бибиреве
- Храм Собора новомучеников и исповедников Российских в Бабушкине
- Храм Владимирской иконы Божией Матери в Виноградове
- Храм Успения Пресвятой Богородицы в Архангельском-Тюрикове
  - Храм-часовня блаженной Ксении Петербуржской на Лианозовском кладбище (приписной)
  - Храм-часовня архистратига Михаила на Старомарковском кладбище (приписной)
- Храм преподобного Сергия Радонежского в Бибиреве
  - Храм Святой Елисаветы Феодоровны при реабилитационном центре в Алтуфьево
- Храм преподобных Антония и Феодосия Печерских в Бибиреве (приписной к храму Ризоположения в Леонове)
- Храм Покрова Пресвятой Богородицы в Медведково
  - Храм–часовня «Утоли моя печали» в Медведково (приписной)
  - Храм–часовня пророка Илии в Отрадном (приписной)
- Храм мучеников Адриана и Наталии в Бабушкине
  - Храм святых праведных Иоакима и Анны в Бабушкине (крестильный, приписной)
  - Часовня преподобного Сергия Радонежского в Бабушкине (приписная)
  - Часовня пророка Иоанна Крестителя в Бабушкине (приписная)
- Храм Воздвижения Креста Господня в Алтуфьеве
  - Храм Иконы Божией Матери «Умягчение злых сердец» в социальном приюте для детей и подростков «Алтуфьево» (домовый, приписной)
  - Храм Святых Мучениц Веры, надежды, Любови и матери их Софии в Алтуфьеве (крестильный, приписной)
- Храм Торжества Православия в Алтуфьево
- Храм преподобного Серафима Саровского в Раеве
  - Храм Введения во Храм Пресвятой Богородицы в Раеве (крестильный)
  - Часовня святителя Николая Мирликийского в Раеве (приписная)
- Храм Рождества Пресвятой Богородицы во Владыкине
- Храм Троицы Живоначальной в Свиблове
- Храм равноапостольного великого князя Владимира в Отрадном
- Храм иконы Божией Матери «Неопалимая Купина» в Отрадном
  - Храм Святителя Николая Мирликийского в Отрадном (приписной)
- Храм Преподобного Сергия Радонежского в Спасском
- Храм Казанской иконы Божией Матери в Лосиноостровской
- Храм Усекновения главы Иоанна Предтечи в Северном
- Храм Спиридона Тримифунтского в Лианозове
- Храм иконы Божией Матери «Отрада и Утешение» в Ярославском
- Храм Собора Московских Святых в Бибиреве

## Спасское

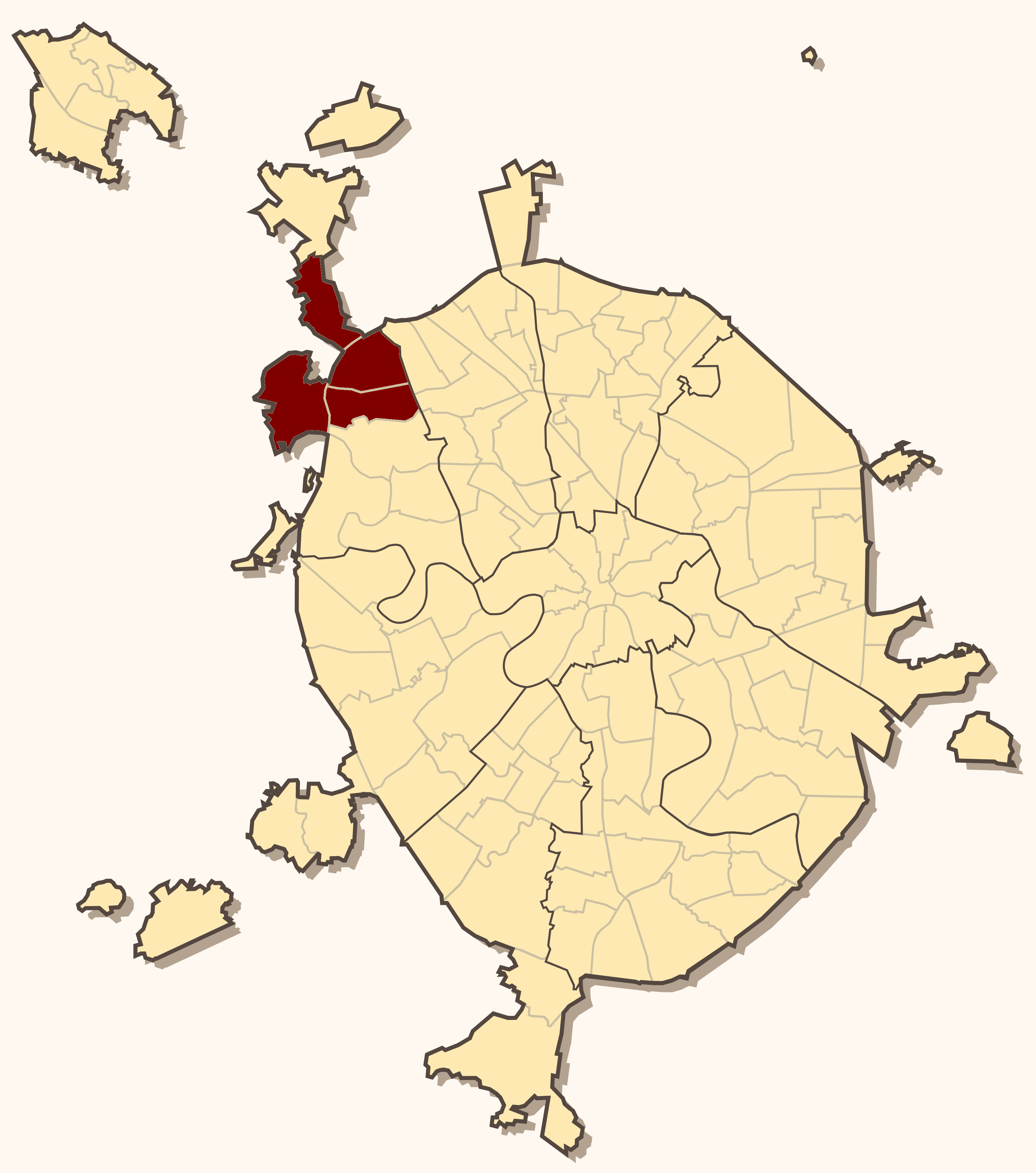
Спасский благочиннический округ

Спасское благочиние охватывает районы Куркино, Северное Тушино, Южное Тушино, Митино Северо-западного административного округа Москвы. Благочиние содержит 17 храмов (из них 1 домовый) и 6 часовен (из них 1 домовая).
- Храм Святых Равноапостольных Константина и Елены в Митине
- Храм апостола и евангелиста Иоанна Богослова в Южном Тушине
- Храм Всемилостивого Спаса в Митине
  - Часовня иконы Божией Матери «Всех скорбящих Радость» на Митинском кладбище (приписная)
- Храм Воздвижения Креста Господня в Митине
- Храм Владимирской иконы Божией Матери в Куркине
  - Храм Архангела Михаила и Благоверного князя Александра Невского в Куркине (приписной)
- Храм Великомученика Георгия Победоносца в Куркине
- Храм Покрова Пресвятой Богородицы в Братцеве
  - Часовня благоверного князя Димитрия Донского в Северном Тушино (приписная)
  - Часовня иконы Божией Матери «Целительница» при Тушинской детской больнице (приписная)
  - Часовня великомученика и целителя Пантелеимона при Тушинской детской больнице (домовая, приписная)
  - Часовня иконы Божией Матери «Феодоровская» в Братцеве (приписная)
- Храм Почаевской иконы Божией Матери в Митине
- Храм Рождества Христова в селе Рождествено (Митино)
  - Часовня великомученика Георгия Победоносца в Митине (приписная)
- Храм Николая Чудотворца в Тушине
- Храм Святых Космы и Дамиана в Северном Тушино
- Храм Преподобных Кирилла и Марии в Северном Тушине
- Храм преподобного Сергия Радонежского в Тушине
  - Храм-часовня апостола Матфея на территории Административно-хозяйственного комплекса ИФНС по городу Москве (приписной)
- Храм святителя Николая Мирликийского при пансионате для ветеранов труда № 9 (домовый)
- Храм священномученика Ермогена, патриарха Московского и всея Руси в Южном Тушине

## Сретенское

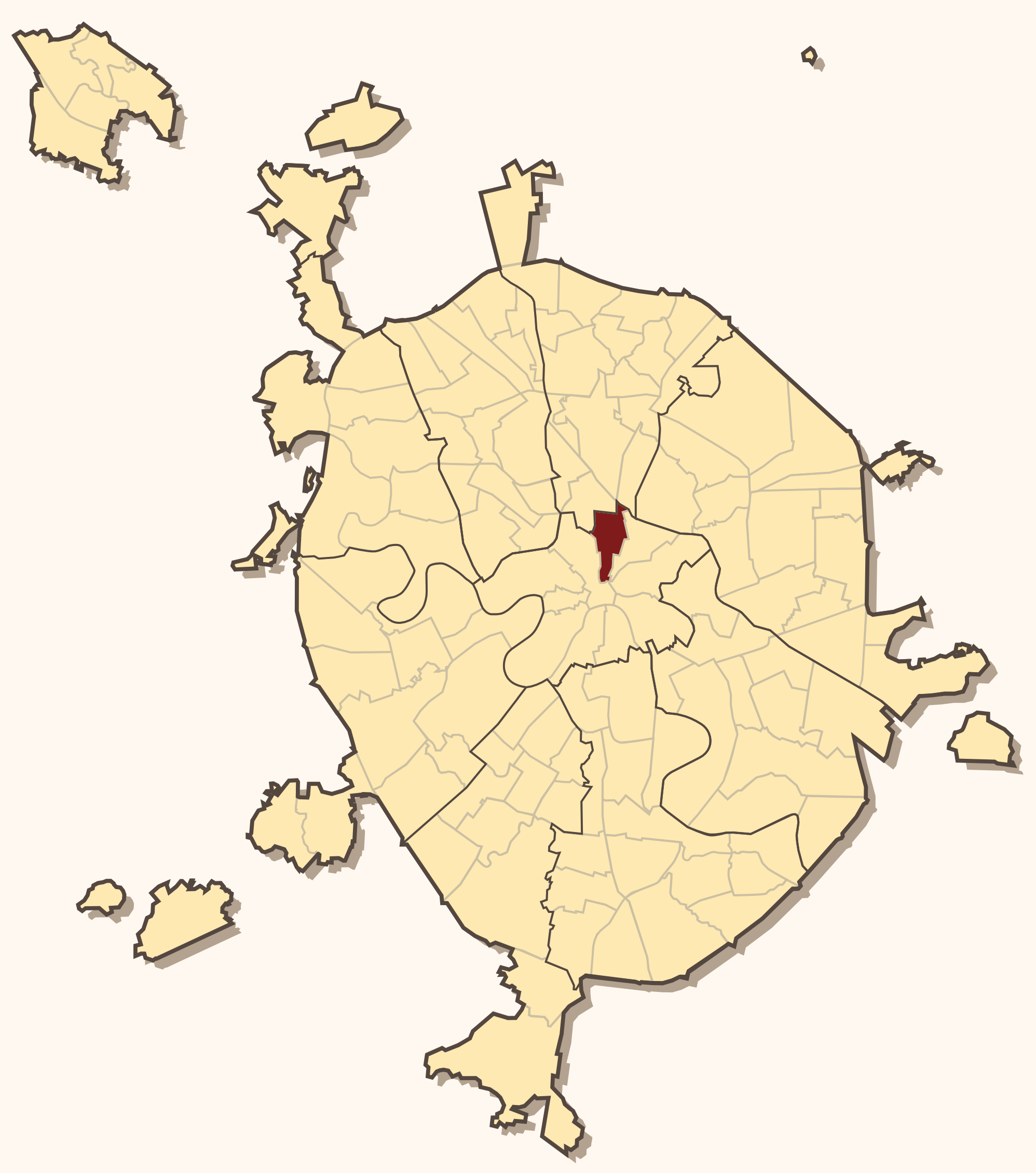
Сретенский благочиннический округ

Сретенское благочиние охватывает Мещанский район Центрального административного округа Москвы. Благочиние содержит 19 храмов (из них 7 домовых) и 6 часовен.
- Храм Софии Премудрости Божией у Пушечного двора
  - Храм Покрова Пресвятой Богородицы при ФСБ России (домовый, приписной)
  - Часовня Георгия Победоносца при ГУБОП МВД РФ города Москва
- Храм Святителя Николая Мирликийского в Звонарях
  - Часовня Богоявления Господня (приписная)
- Храм Успения Пресвятой Богородицы в Печатниках
  - Храм Трёх Святителей при Классической гимназии Греко-Латинского кабинета Ю. А. Шичалина (домовый, приписной)
- Храм Сретения Господня при театре «Школа драматического искусства» (домовый, приписной к Высокопетровскому монастырю)
- Храм Троицы Живоначальной в Листах
- Храм Собора Дивеевских Святых
- Храм Троицы Живоначальной при Шереметевом странноприимном доме (ныне НИИ скорой помощи им. Н. В. Склифосовского) (домовый)
- Храм Воскресения Христова при Шереметевом странноприимном доме (ныне НИИ скорой помощи им. Н. В. Склифосовского) (домовый)
- Храм Троицы Живоначальной в Троицкой слободе
  - Храм святителей Московских в Троицкой слободе (домовый, приписной)
  - Часовня Благоверного князя Александра Невского и Мученика Иоанна Воина на территории Екатерининского парка (приписная)
- Храм Иверской иконы Божией Матери при Восточно-Европейской нефтяной компании (домовый, приписной к Донскому монастырю)
- Храм Святителя Филиппа Московского в Мещанской слободе
  - Часовня святителя Иннокентия Иркутского и преподобных Сибирских святых в Мещанской слободе (приписная)
- Храм иконы Божией Матери «Всех Скорбящих Радость» при Старой Екатерининской больнице (ныне больница МОНИКИ)
- Храм Сошествия Святого Духа на бывшем Лазаревском кладбище
- Храм иконы Божией Матери «Знамение» в Переяславской слободе
  - Храм Священномученика Александра Хотовицкого в Переяславской слободе (крестильный)
  - Храм мученика Трифона в Напрудном (приписной)
- Часовня Честного и Животворящего Креста Господня при Рижском вокзале (приписная к храму преподобного Иосифа Волоцкого)
- Часовня Владимирской иконы Божией Матери на бывшем Лазаревском кладбище

## Троицкое

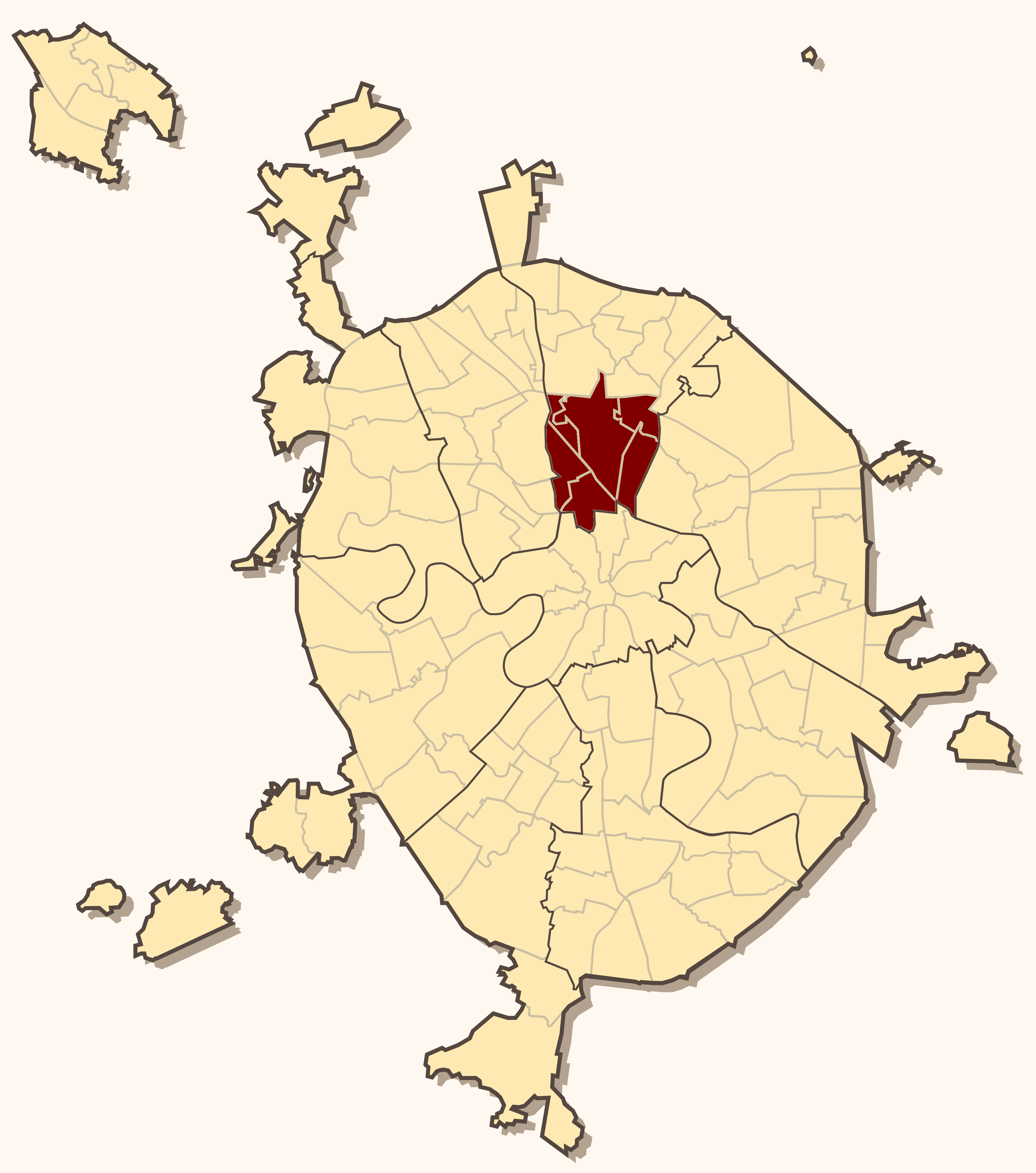
Троицкий благочиннический округ

Троицкое благочиние охватывает районы Алексеевский, Бутырский, Марфино, Марьина роща, Останкинский, Ростокино Северо-Восточного административного округа Москвы. Благочиние содержит 15 храмов (из них 2 домовых) и 2 часовни.
- Храм иконы Божией Матери «Нечаянная радость» в Марьиной роще
- Храм святых мучениц Веры, Надежды, Любови и матери их Софии на Миусском кладбище
- Храм Троицы Живоначальной в Останкине
  - Часовня Кирилла и Мефодия при Международном славянском институте (приписная)
  - Часовня Успения Пресвятой Богородицы на Останкинском кладбище (приписная)
- Храм Тихвинской иконы Божией Матери в Алексеевском
  - Храм-часовня святителя Василия Великого в ВДНХ (приписной)
- Храм Ризоположения Пресвятой Богородицы в Леонове
  - Храм иконы Божией Матери «Феодоровская» в Останкинском (приписной)
- Храм Троицы Живоначальной на Пятницком кладбище
  - Храм-часовня священномученика Симеона, епископа Персидского на Пятницком кладбище (приписной)
- Храм Троицы Живоначальной при бывшем приюте Бахрушиных
- Храм Рождества Пресвятой Богородицы в Бутырской слободе
  - Храм благоверного князя Димитрия Донского в Бутырском (домовый, приписной)
- Храм святых равноапостольных Мефодия и Кирилла в Ростокине
- Храм равноапостольной княгини Ольги в Останкине
- Храм мученика Порфирия Ефесского в телецентре «Останкино» (домовый, приписной к храму Софии Премудрости Божией в Средних Садовниках)

## Успенское

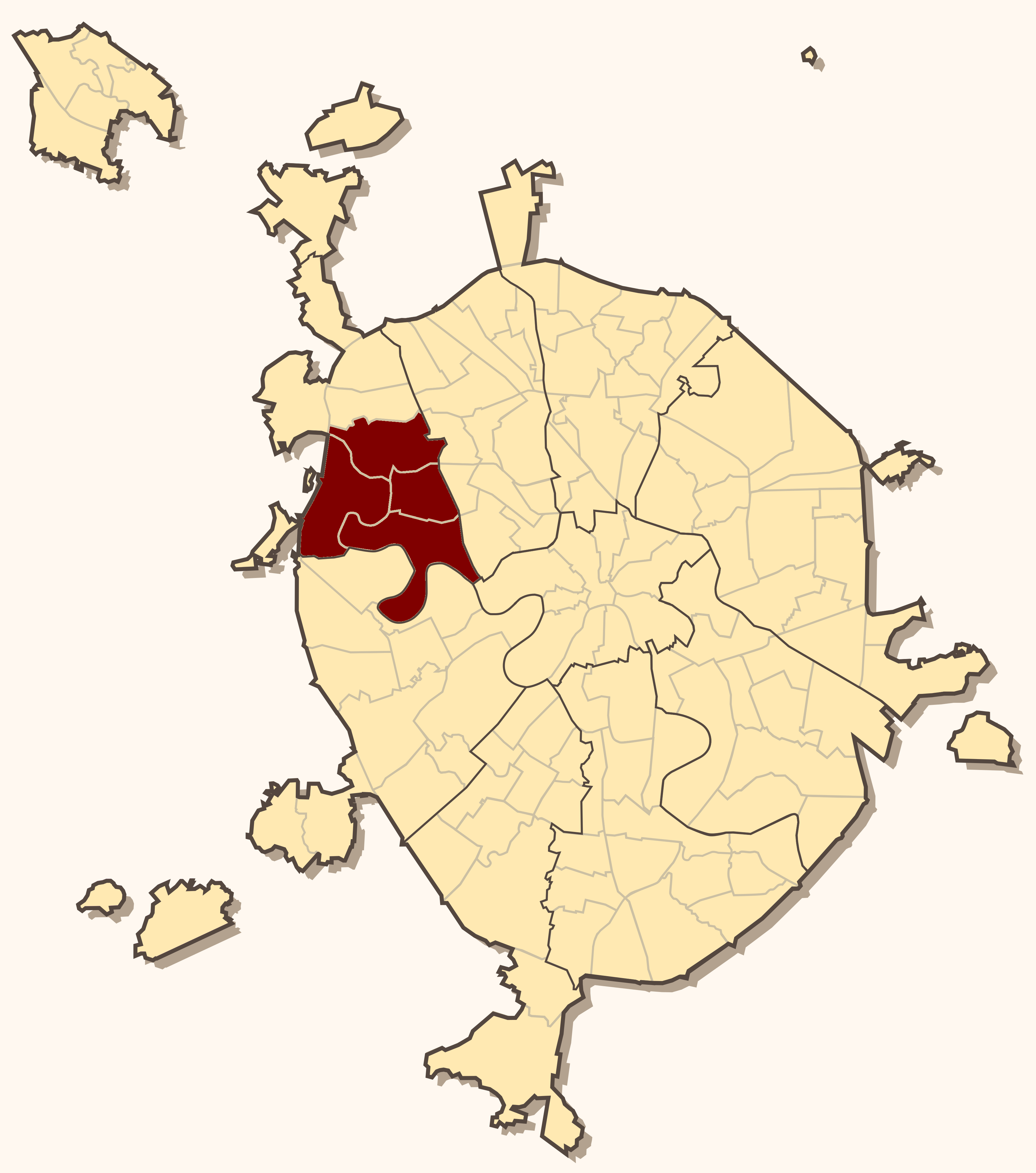
Успенский благочиннический округ

Успенское благочиние охватывает районы Покровское-Стрешнево, Строгино, Щукино, Хорошево-Мневники Северо-Западного административного округа Москвы. Благочиние содержит 24 храма (из них 3 домовых) и 1 часовню (домовая).
- Храм Покрова Пресвятой Богородицы в Покровском-Стрешневе
- Храм святителя Николая Мирликийского в Щукине
- Храм иконы Божией Матери «Скоропослушница» на Ходынском поле
  - Часовня святителя Луки Войно-Ясенецкого при больнице № 52 (домовая, приписная)
- Храм Новомучеников и Исповедников Российских в Строгино
  - Храм Георгия Победоносца (приписной)
  - Храм благоверного князя Димитрия Донского в Строгино при ОМОНе ГУ МВД города Москвы (приписной)
  - Храм праведного воина Феодора Ушакова при ГБОУ «Гимназия № 1619» (домовый, приписной)
  - Храм-часовня Святого Георгия Победоносца в Учебно-методическом центре ГУ МЧС России
- Храм великомученика и целителя Пантелеимона при центральном клиническом военном госпитале ФСБ РФ (приписной к храму Софии Премудрости Божией у Пушечного двора)
- Храм великомученика и целителя Пантелеимона при ЦКБ1 ОАО «РЖД»
- Храм Преображения Господня в Тушине
  - Храм иконы Божией Матери «Споручница грешных» в СИЗО № 3 (домовый, приписной)
- Храм преподобного Серафима Саровского при Центре трансплантологии и искусственных органов Московской медицинской академии (домовый)
- Храм Живоначальной Троицы в Хорошеве
  - Храм пророка и Крестителя Господня Иоанна в Хорошеве (крестильный)
  - Храм преподобномученицы Елисаветы в Покровском-Стрешневе (приписной)
  - Храм апостола Андрея Первозванного в Оздоровительном комплексе «Рублёво» ОАО «РЖД» (приписной)
  - Храм Серафима Саровского при Свято-Димитриевском детском доме (приписной)
- Храм великомученика Феодора Тирона в Хорошеве
- Храм Успения Пресвятой Богородицы в Троице-Лыкове
- Храм Святого Димитрия Солунского в Хорошеве
- Храм Святого Александра Невского в Хорошево-Мневниках
- Храм Преподобного Серафима Саровского в Шелепихе
- Храм Святого равноапостольного великого князя Владимира в Тушине

## Центральное

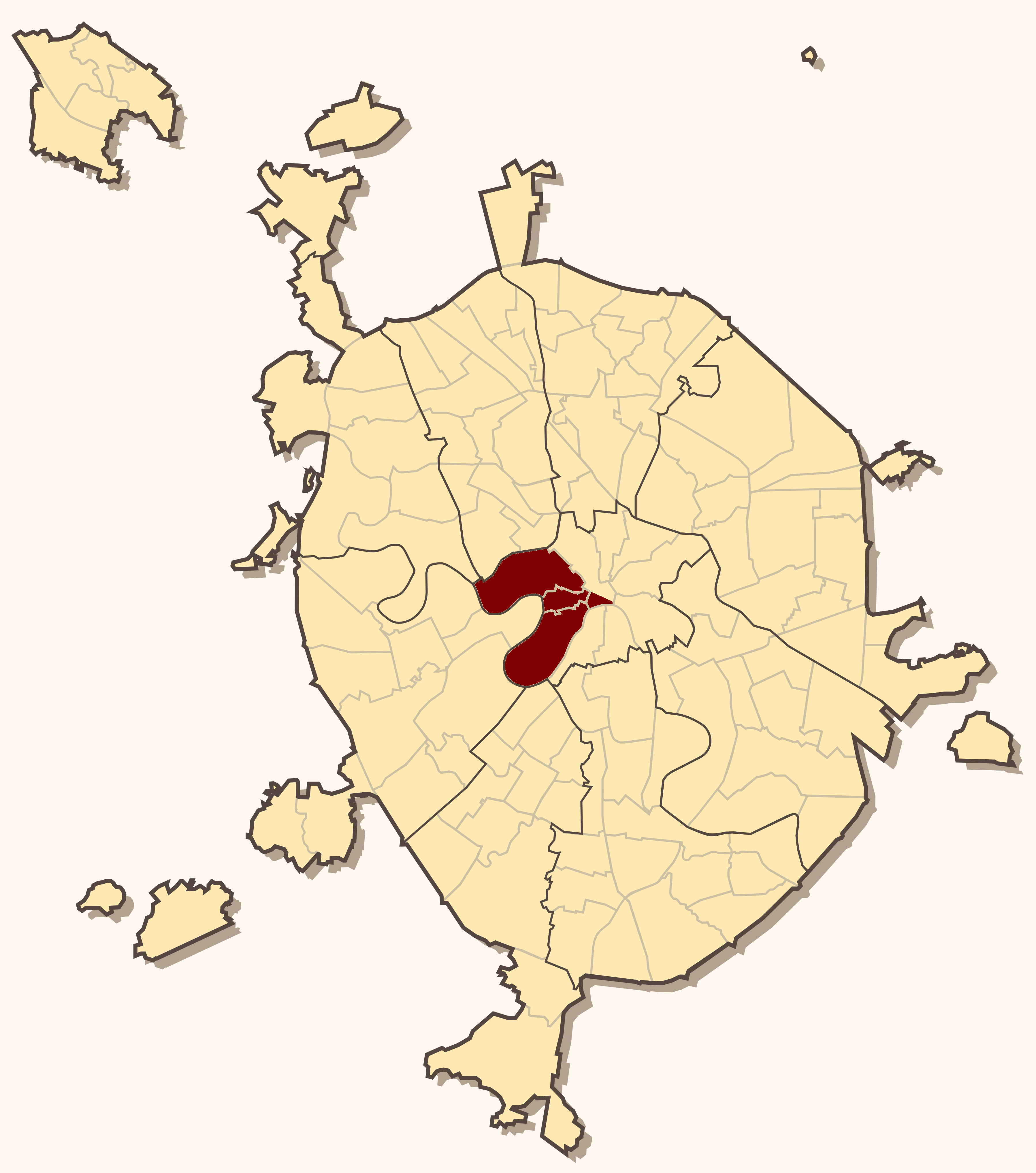
Центральный благочиннический округ

Центральное благочиние включает храмы Московского Кремля, храм Василия Блаженного на Красной площади и храмы районов «Арбат», «Пресненский» и «Хамовники» Центрального административного округа Москвы. Благочиние содержит 47 храмов (из них 8 домовых) и 5 часовен.

### ХрамыМосковского КремляиКрасной Площади
- Успенский собор
- Благовещенский собор
- Архангельский собор
- Храм Двенадцати апостолов
- Храм Иоанна Лествичника
- Храм Ризоположения
- Храм Покрова Пресвятой Богородицы — на Рву (Собор Василия Блаженного)

### Территориальное управление «Арбат»
- Храм святителя Николая в Старом Ваганькове
  - Часовня святителя Николая на Волхонке (приписная)
- Храм иконы Божией Матери «Знамение» на Шереметевом дворе
- Храм благоверных князей Бориса и Глеба на Арбатской площади (приписной к храму Вознесения Господня в Сторожах («Большое Вознесение»))
- Храм Святителей Афанасия и Кирилла на Сивцевом Вражке
- Храм Воскресения Словущего на Арбате
- Храм преподобного Симеона Столпника на Поварской
- Храм Спаса Преображения на Песках
- Храм святителя Николая Чудотворца на Щепах
- Храм Девяти мучеников Кизических

### Территориальное управление «Пресненское»
- Храм Мученицы Татианы при МГУ (домовый)
  - Храм преподобного Серафима Саровского при «Экспоцентре» (приписной)
- Храм Воскресения Словущего на Успенском Вражке
- Храм святого апостола Иоанна Богослова на Бронной
- Храм Вознесения Господня на Никитской (Малое Вознесение)
- Храм преподобного Феодора Студита у Никитских ворот
- Храм Вознесения Господня в Сторожах, у Никитских ворот («Большое Вознесение»)
- Храм святых мучениц Софии и Татианы при Детской клинической больнице № 13 им. Н. Ф. Филатова
- Храм благоверного князя Александра Невского при бывшем Комиссаровском училище
- Храм Великомученика Георгия Победоносца в Грузинах
- Храм Рождества Иоанна Предтечи на Пресне
- Храм праведного Филарета Милостивого при детской городской клинической больнице имени Г.Н. Сперанского (приписной к храму Покрова Пресвятой Богородицы в Филях)
- Храм святителя Николая на Трёх Горах
- Храм Воскресения Словущего на Ваганьковском кладбище
  - Храм святого апостола Андрея Первозванного на Ваганьковском кладбище (приписной)
  - Часовня благоверного князя Александра Невского на Ваганьковском кладбище (приписная)

### Территориальное управление «Хамовники»
- Храм Христа Спасителя — кафедральный
  - Храм Державной иконы Божией Матери на Пречистенской набережной (приписной)
- Храм священномученика Антипия Пергамского на Колымажном дворе
  - Храм преподобного Сергия Радонежского при Счетной Палате Российской Федерации (домовый, приписной)
- Храм пророка Илии на Обыденском переулке
  - Храм равноапостольной Марии Магдалины при Московском Государственном Лингвистическом Университете (домовый, приписной)
- Храм мучеников Флора и Лавра при Московском экономико-энергетическом колледже (домовый)
- Храм иконы Божией Матери «Неопалимая Купина» на Пречистенке (приписной к храму Воскресения Словущего на Арбате)
- Храм Успения Пресвятой Богородицы на Могильцах
- Храм священномученика Власия в Старой Конюшенной слободе
- Храм Николая Чудотворца в Хамовниках
  - Храм иконы Божией Матери Умиление при Государственном Научном Центре социальной и судебной психиатрии имени В. П. Сербского (домовый, приписной)
- Храм Воздвижения Креста Господня на Чистом Вражке
  - Храм великомученика и целителя Пантелеимона при Российском Научном Центре Хирургии имени Б. В. Петровского РАМН (домовый, приписной)
- Часовня пророка Божия Илии при Штабе Дальней Авиации ВВС России (домовая)
- Храм Архангела Михаила при Клиниках на Девичьем поле
- Храм преподобного Димитрия Прилуцкого при Клиниках на Девичьем поле
- Часовня равноапостольного князя Владимира на Лужнецкой набережной
- Часовня Живоначальной Троицы при первом Московском хосписе